# Jules Pascin
Pour les articles homonymes, voir Pascin (homonymie).
Julius Mordecai Pincas dit Jules Pascin (prononcé [pas.kin] ou incorrectement [pas.kɛ̃]), né le 31 mars 1885 à Vidin (Bulgarie) et mort le 2 juin 1930 à Paris (18e), est un peintre, dessinateur et graveur américain d'origine bulgare. Originellement marqué par l'expressionisme allemand, parfois qualifié de fauve, longtemps associé à l'École de Paris ou à une hypothétique École juive (aux côtés de Modigliani, Chagall, Soutine) ses centres d'intérêt, son esthétique et sa technique en font un artiste totalement original, dont l'œuvre prolifique se révèle, rétrospectivement, inclassable, libre et détachée des grands courants artistiques de son époque.

## Biographie

### Enfance et adolescence
L'enfance et l'adolescence de Jules Mordecai Pincas sont parsemées d'anecdotes apocryphes que l'intéressé et son entourage se sont complu à embellir tout au long de sa vie, si bien que, « de tous les artistes du Montparnasse des années vingt, il n'en est peut-être pas un qui traîne derrière lui une légende aussi encombrante ». On sait qu'il est le huitième enfant d'une fratrie de onze et qu'il est issu d'une famille juive sépharade aisée. Son père, Marcus Pincas, est un riche et influent négociant en grains aux lointaines origines espagnoles, sa mère Sophie Russo est, quant à elle, originaire de Trieste. D'abord résidente à Zemun (Serbie) la famille se transfère à Vidin, en Bulgarie, avant de s'installer à Bucarest en 1892,,.
C'est là que le très jeune Julius, après un bref passage dans l'entreprise familiale, s'émancipe de son milieu. Il aurait eu ses entrées dans la maison close locale, où il loge parfois avec l'accord de la tenancière, avec laquelle il aurait entretenu une relation amoureuse. Il y fait aussi ses premiers dessins, inspirés par son environnement immédiat,,.

### Premières armes
Il poursuit sa formation à Vienne (1902) et Munich (1903) où il loge dans le quartier bohème de Schwabing, fréquente l'académie Moritz Heyman et collabore au journal satirique et antimilitariste Simplicissimus. À la demande de son père, qui ne souhaite pas voir le nom de la famille au bas de ses dessins, il abandonne son patronyme pour utiliser l'anagramme Pacsin,.

### Paris
Attiré par l'effervescence artistique qui y règne alors, il arrive à Paris le 24 décembre 1905. Précédé par une réputation d'illustrateur déjà bien établie grâce à Simplicissimus, il est accueilli sur le quai de la gare de l'Est par la colonie artistique du Dôme et de la Rotonde, qui accueille à bras ouverts « l'inquiétant Pascin ». Il s'installe au Grand Hôtel des Écoles (maintenant Hôtel Lenox), 15 rue Delambre, s'inscrit à l'académie Matisse, fréquente le Louvre, où il étudie particulièrement Watteau, Fragonard, Greuze et Boucher. Il continue à travailler pour la revue Simplicissimus, dont les revenus lui permettent de régaler généreusement ses amis,.
Influencé d'abord par le fauvisme, il s'affirme comme le dessinateur insatiable des nuits parisiennes. Son ami et compagnon de débauche, le dessinateur Henri Bing le décrit comme « un anarchiste déguisé en dandy ». Il affirme n'être que l'admirateur de Boucher et de Fragonard.

« Pourquoi une femme est-elle considérée comme moins obscène de dos que de face, pourquoi une paire de seins, un nombril, un pubis sont-ils de nos jours encore considérés comme impudiques, d’où vient cette censure, cette hypocrisie ? De la religion? »

Jules Pascin vu par ses contemporains
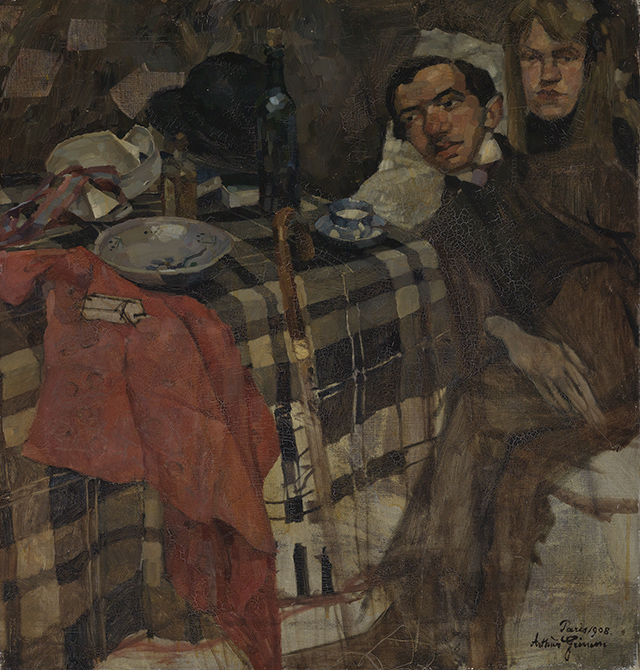
Portrait de Jules Pascin par Arthur Grimm (1908). Staatliche Kunsthalle, Karlsruhe.
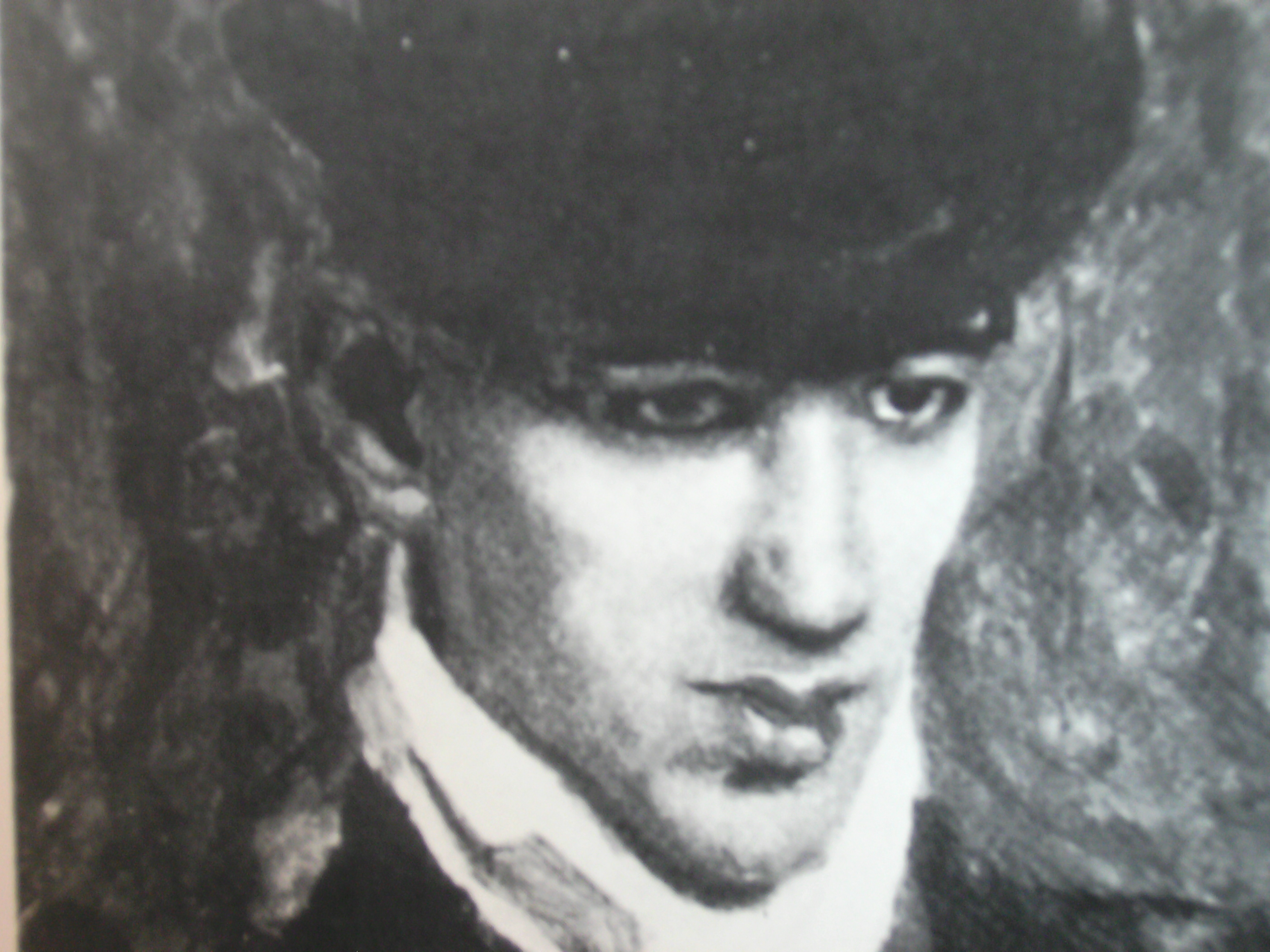
Julius Mordecai Pincas par Albert Weisgerber, 1906.
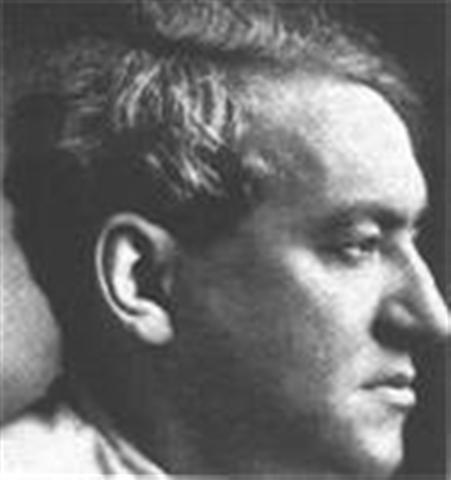
Portrait sans date.
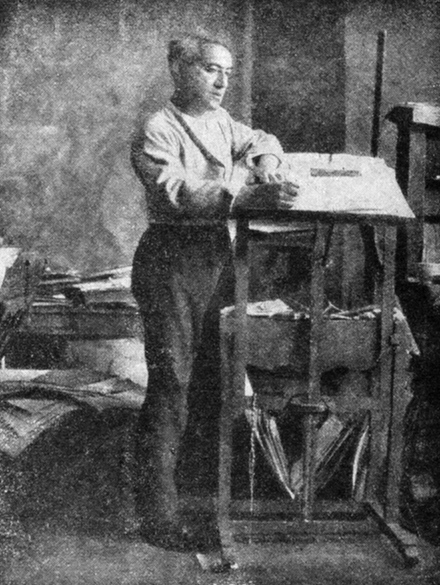
L'artiste dans son atelier.
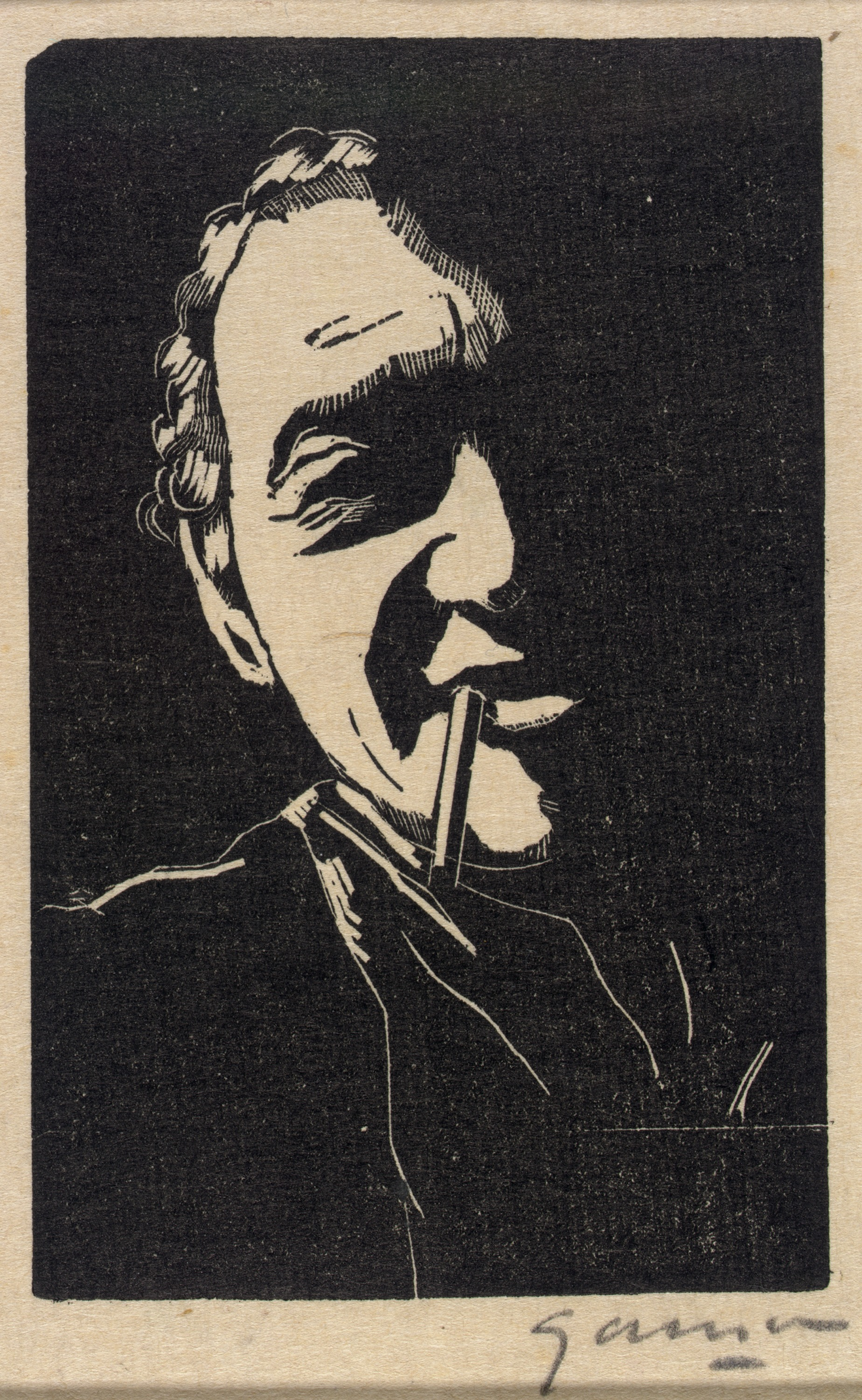
Portrait de Pascin par Emil Ganso.
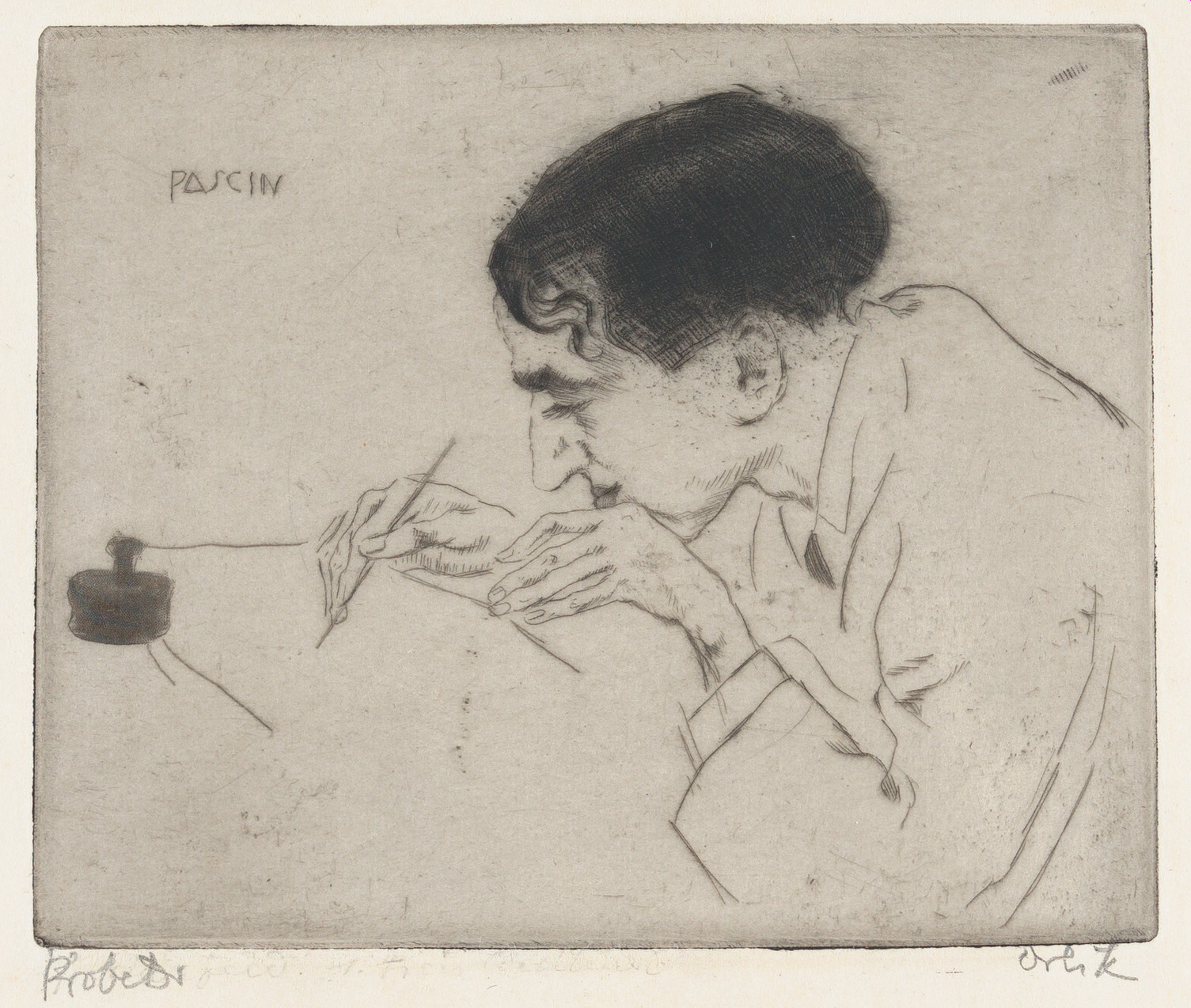
Jules Pascin par Emil Orlik.
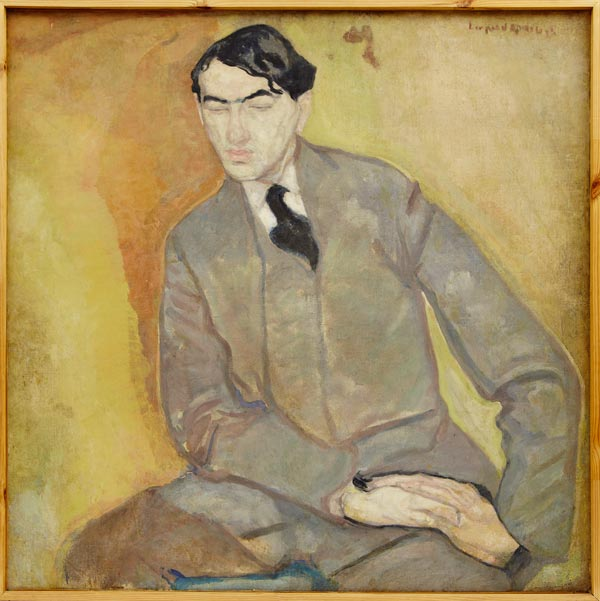
Jules Pascin, par Leopold Gottlieb (1908).
Jules Pascin par Isaac Grünewald, Musée des Beaux-Arts de Göteborg (1921).

Jusqu'en 1914, Pascin reste en relation avec le milieu artistique allemand : en 1907, il expose à la galerie Paul Cassirer à Berlin. Trois ans plus tard, Cassirer lui demandera d'illustrer les Mémoires de M. de Schnabelewopski, de Heinrich Heine. De 1908 à 1912, il participe au Salon d'Automne avec des dessins ou des aquarelles. En 1911, il présente son travail à la Berliner Secession et un an plus tard il expose à Cologne dans le cadre du Sonderbund.
En 1913, il présente une douzaine d'œuvres à New-York dans le cadre de l'Armory Show, exposition remarquée qui explique l'accueil qu'il recevra plus tard lors de son séjour aux États-Unis.
Au cours de l'automne 1907, il se lie avec Hermine-Lionette Cartan dite Hermine David, peintre de talent, et s'installe no 1, rue Lepic, à l'Hôtel Beauséjour jusqu'en 1909, quand il déménage au no 49, rue Gabrielle. Il occupe un atelier à Montmartre près de celui de Kees van Dongen. En 1909, il rencontre Cécile Vidil (1891-1977) dite « Lucy », modèle de Marquet et de l'atelier Matisse, qui devient sa maîtresse.

### Séjour aux États-Unis
Avant la guerre de 1914-1918, il quitte la France pour échapper à la mobilisation dans l'armée bulgare. Après avoir séjourné à Londres, il se rend début octobre 1914 aux États-Unis, où il bénéficie d'une certaine notoriété depuis l'exposition internationale d'art moderne de New York (1913). Hermine David le rejoint fin octobre. Il l'épouse le 25 septembre 1918 et obtient la nationalité américaine le 30 septembre 1920, peu avant leur retour en Europe.

Carnets de voyages.
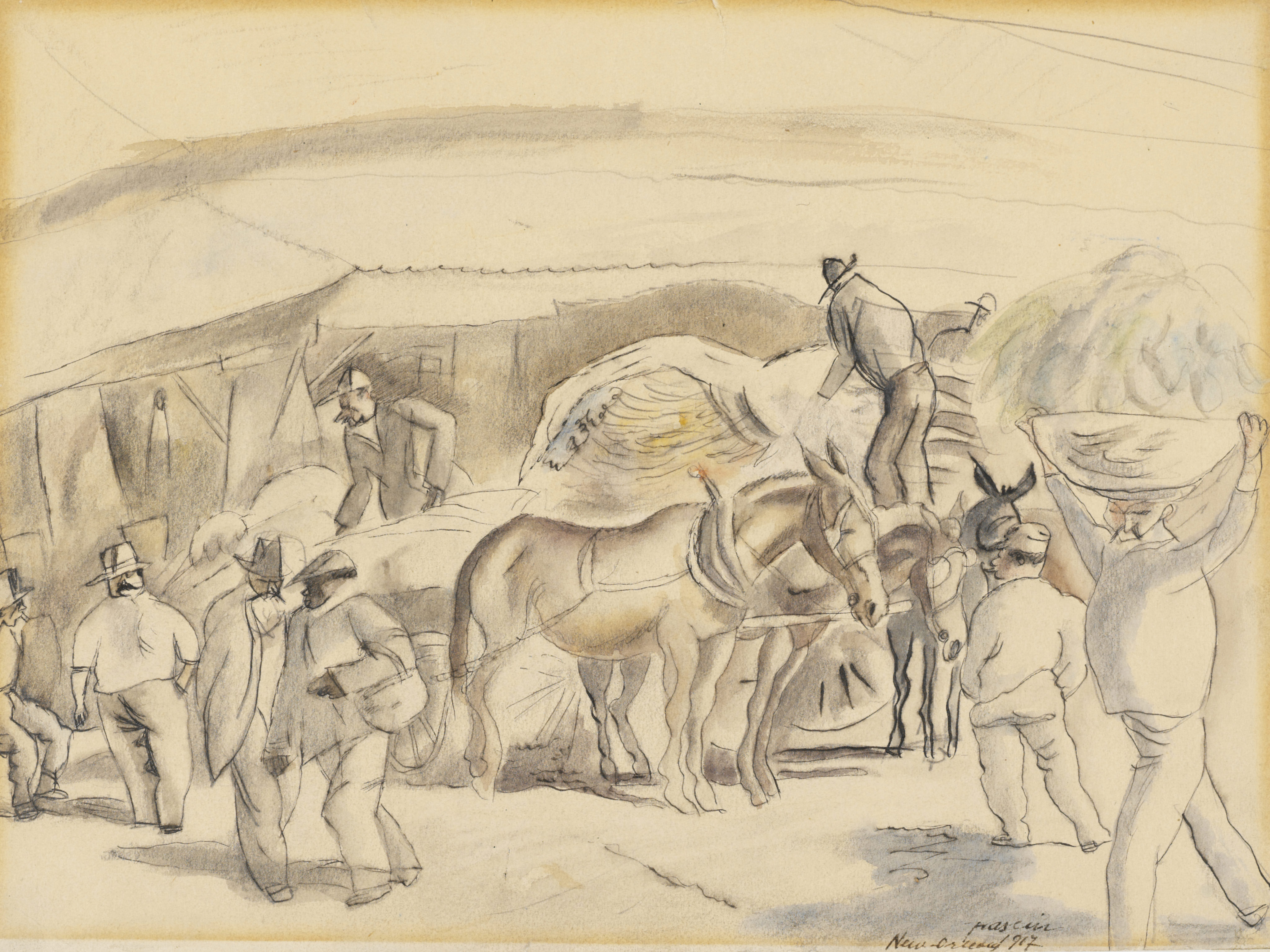
Récolte.
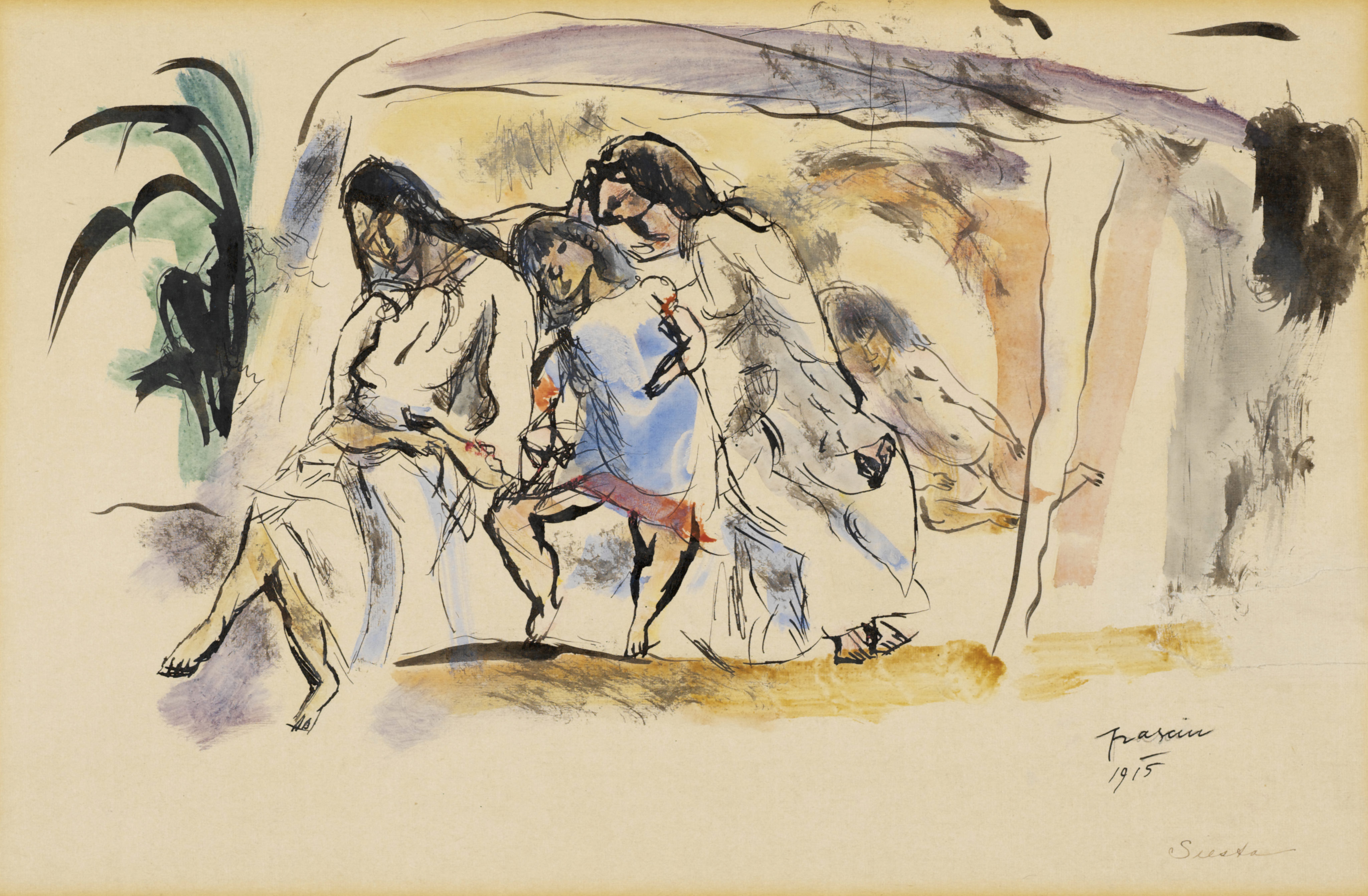
La sieste.
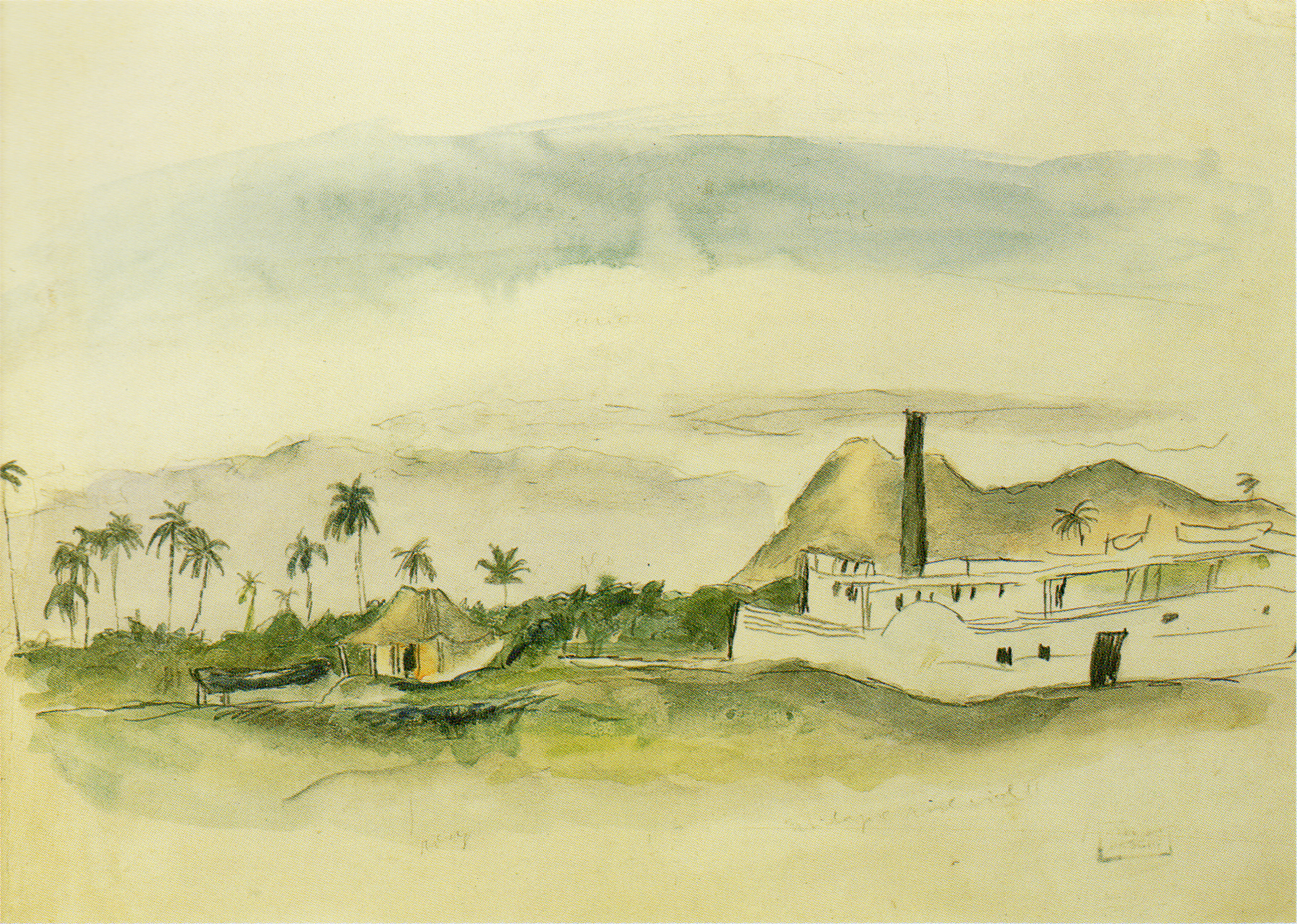
Bateau à vapeur à Cuba.
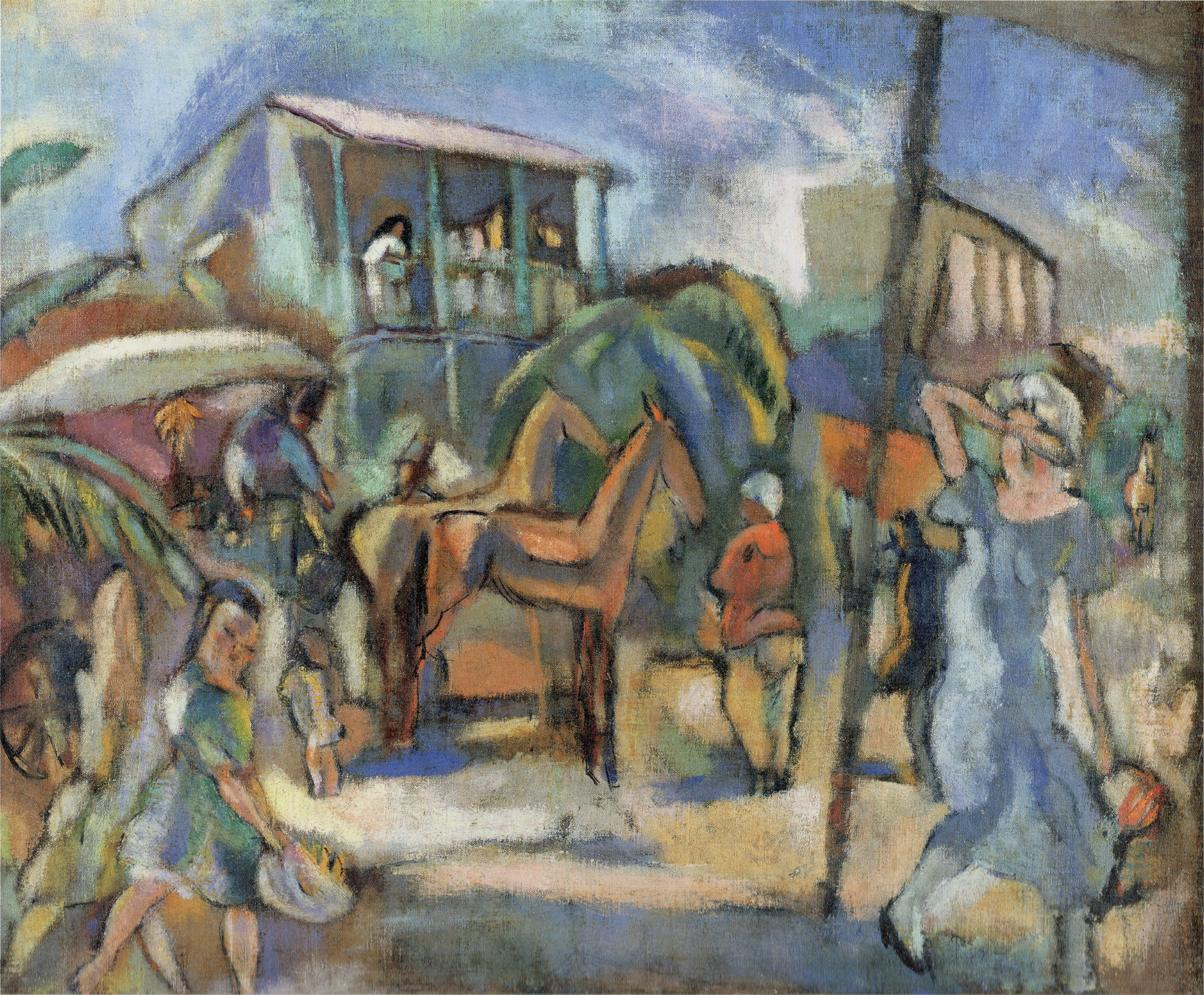
Personnages à Cuba.
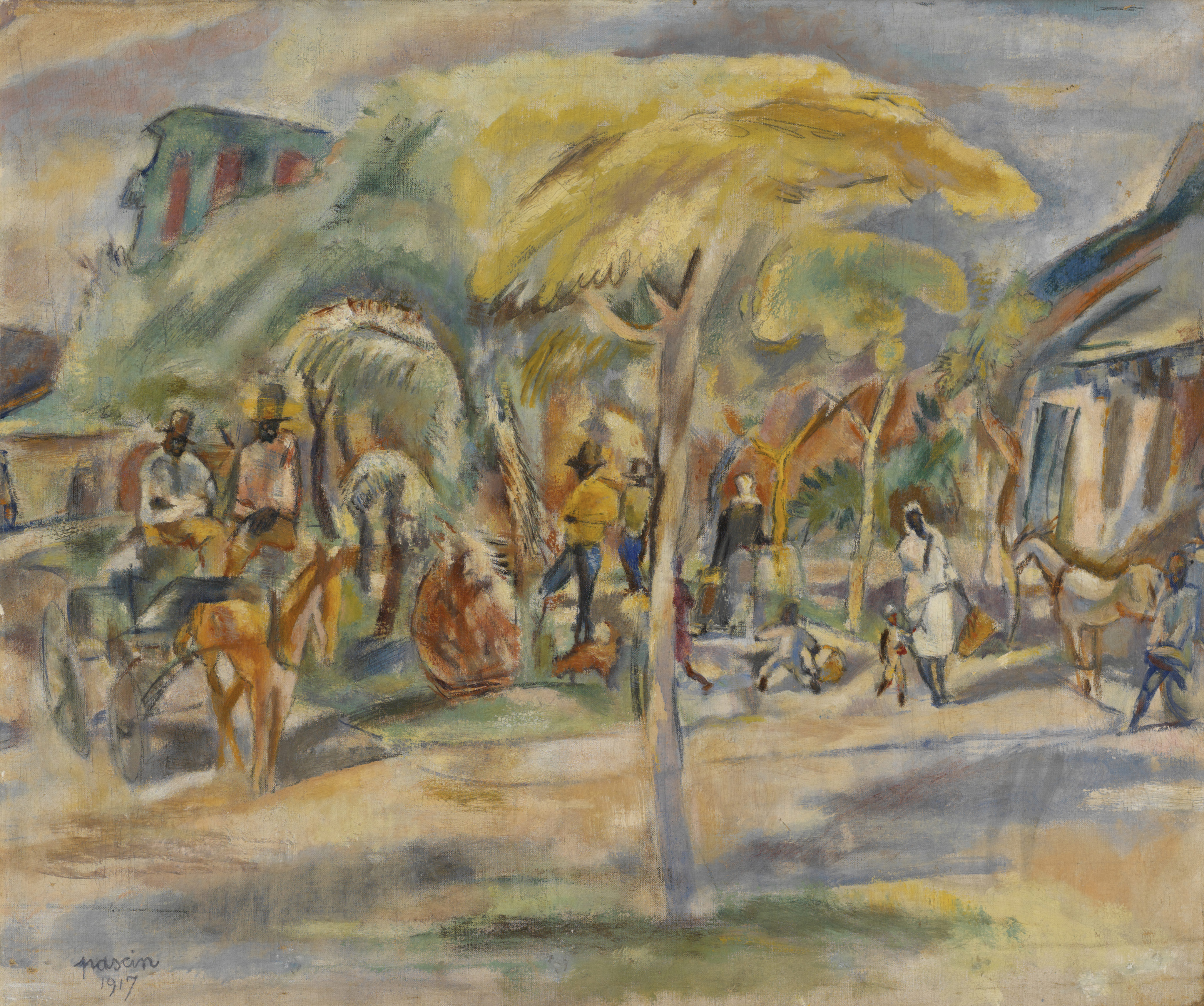
Paysage du Sud.
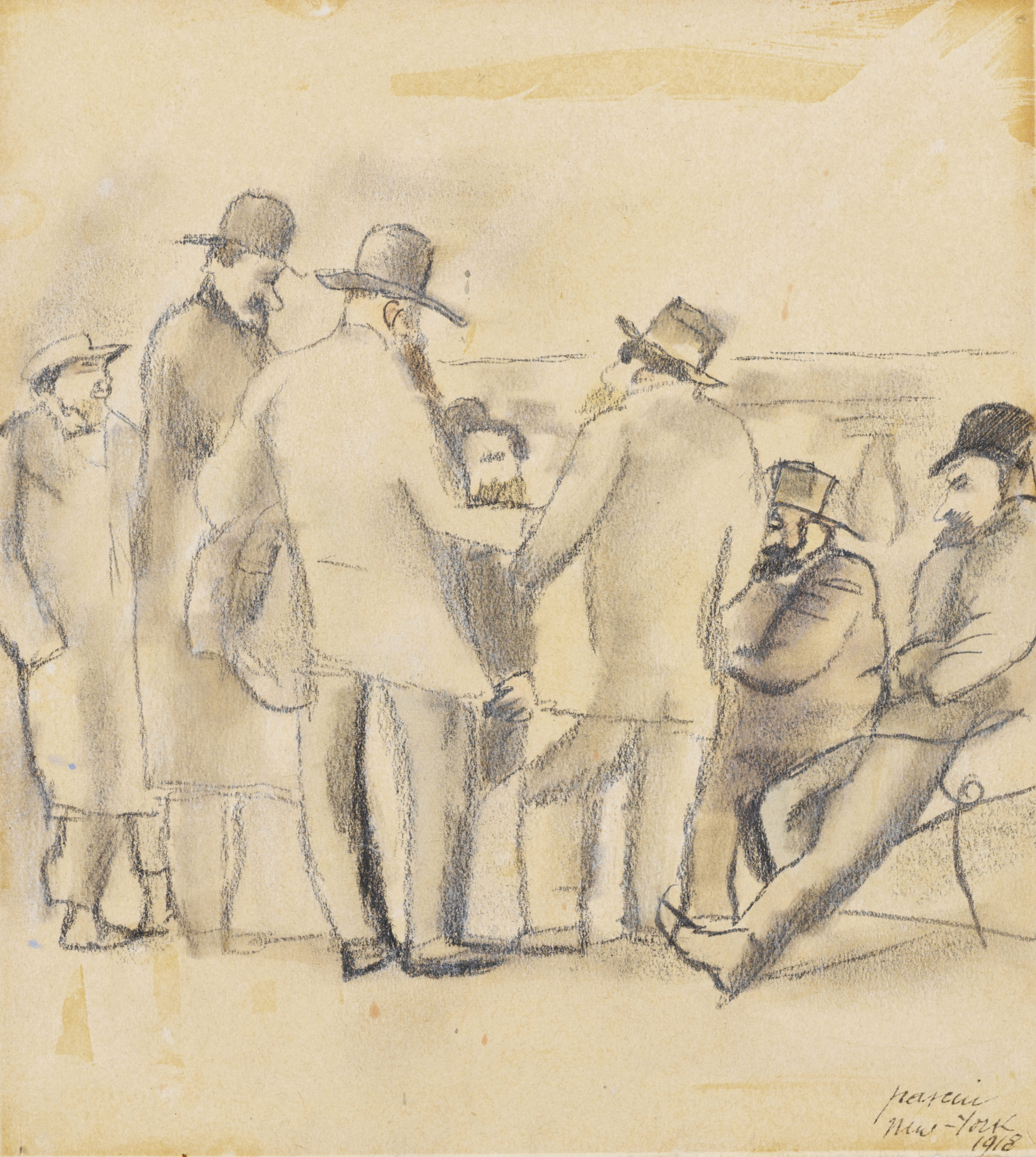
Groupe d'hommes à New-York.
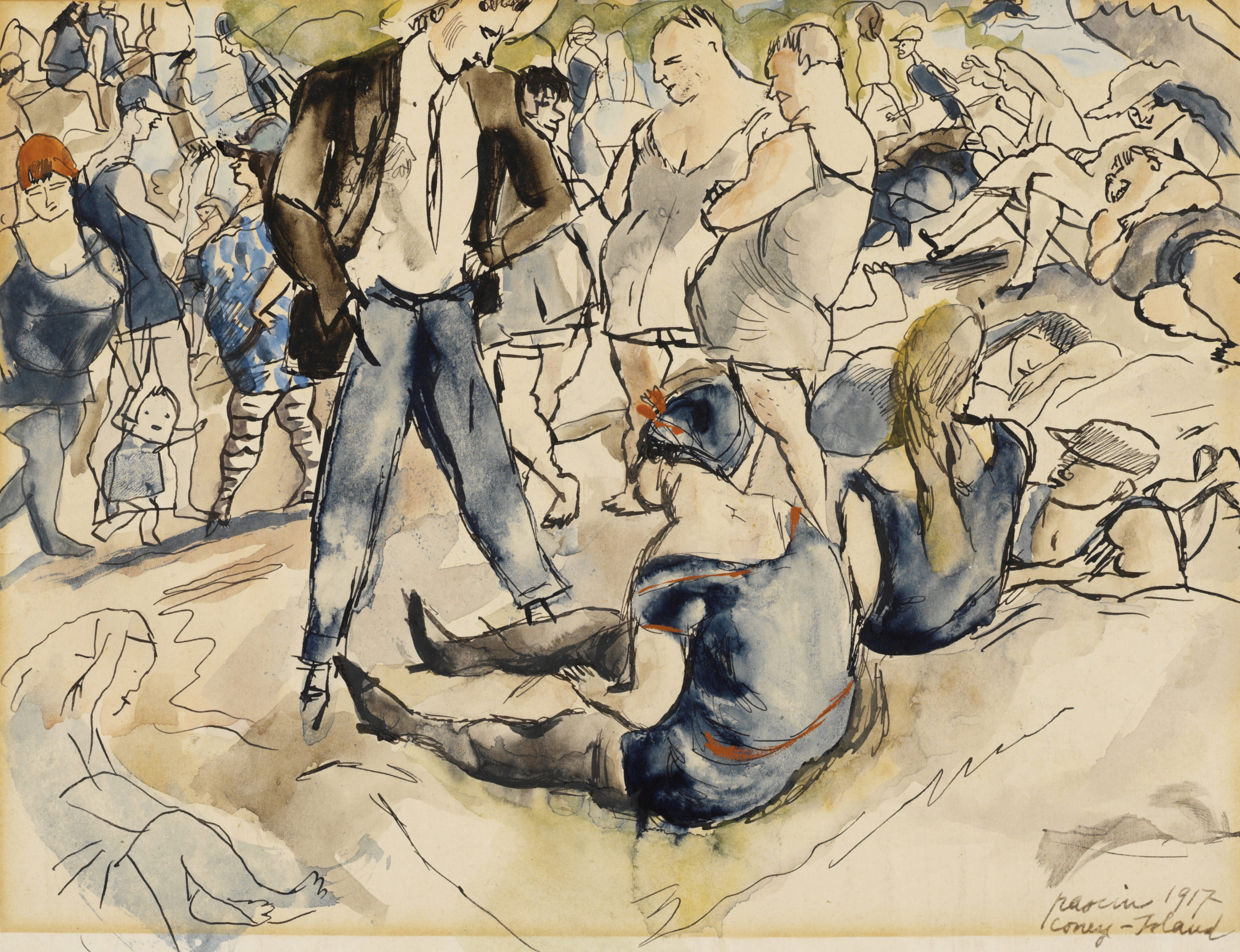
Personnages sur la plage de Coney Island.
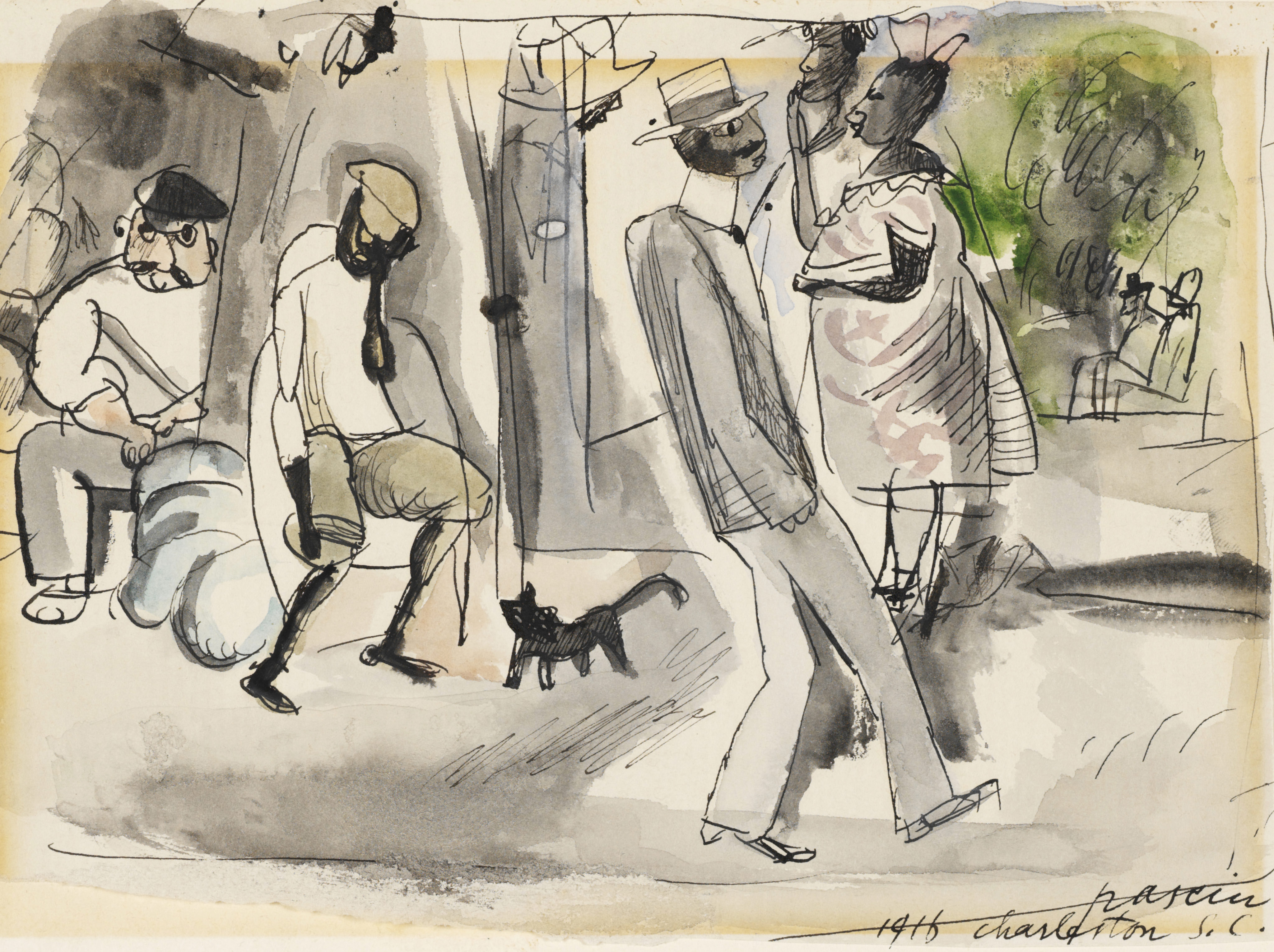
Personnages et chat dans un parc.
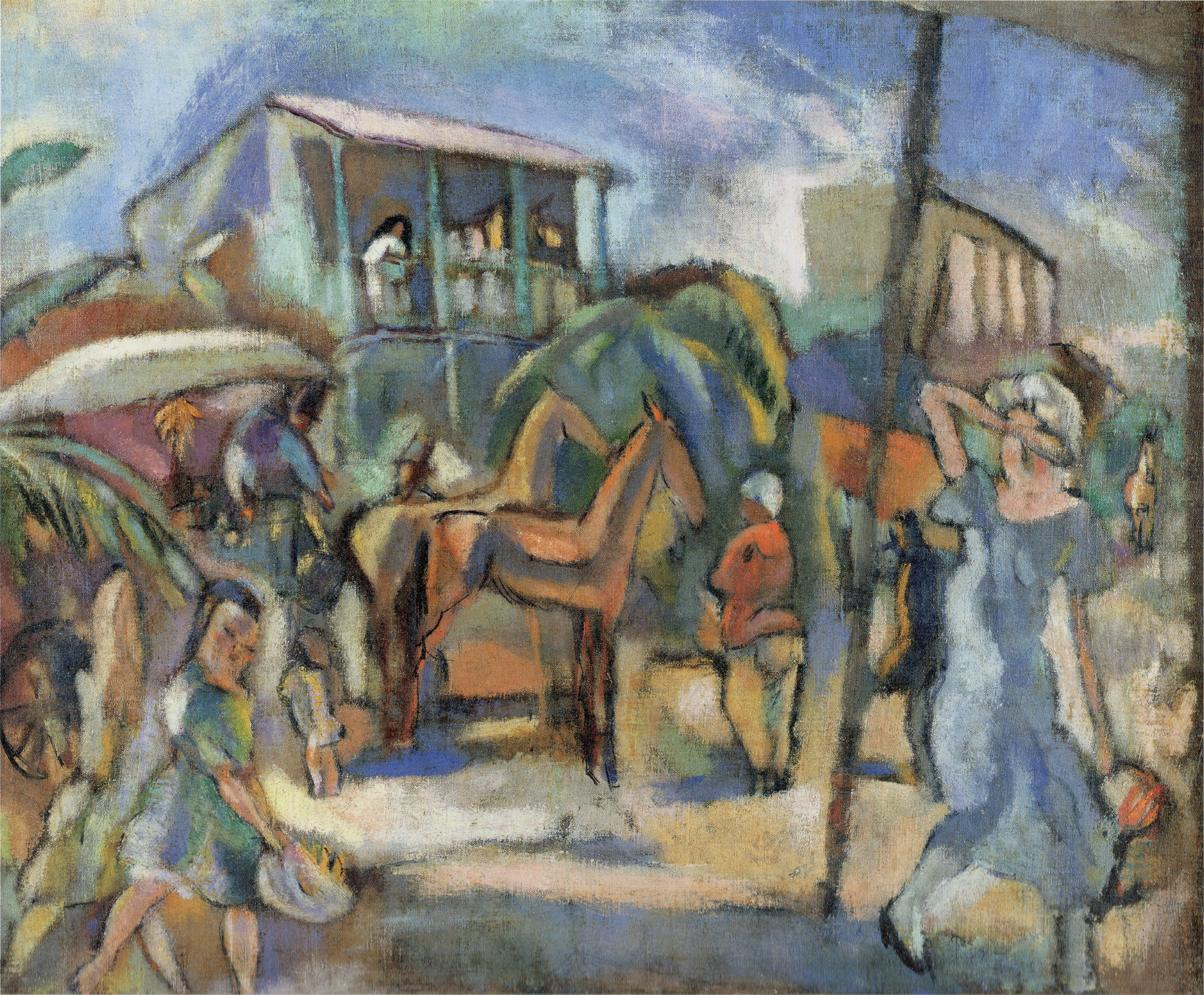
Personnages à Cuba.

Pendant son séjour, il fréquente le milieu artistique, retrouve Max Weber et Maurice Sterne, vieilles connaissances du Dôme, et se lie d'amitié avec Yasuo Kuniyoshi, Gaston Lachaise, Guy Pène du Bois et Alfred Stieglitz.
En compagnie du graveur américain George Overbury Hart dit « Pop Hart » (1868-1933), il part, début février 1915, pour le carnaval de La Nouvelle-Orléans. Il voyage beaucoup dans le sud des États-Unis, et visite le Mexique, Cuba, le Texas, la Floride et la Caroline du Sud.
Entre 1915 et 1916, il s'essaye au cubisme, qu'il abandonne rapidement.

### Retour à Paris
Très prolifique pendant ses années américaines, Pascin, qui a du mal à vivre de son art à New-York, est aussi mal à l'aise avec le puritanisme et le conformisme qu'il rencontre aux États-Unis, à l'exception du milieu culturel qu'il fréquente et des moments où il s'échappe dans le Sud. Les Américains, tout en reconnaissant sa virtuosité, s'effarouchent de la sensualité qui transpire de son travail. C'est donc avec un certain soulagement qu'en octobre 1920, Pascin revient à Paris, où il retrouve Lucy Vidil, avec laquelle il n'a jamais cessé de correspondre depuis leur liaison dix ans plus tôt, et qui s'est entretemps mariée avec le peintre norvégien Per Krohg. Il s'installe près d'eux, passage Laurette, au no 3 rue Joseph-Bara, à côté des ateliers de Kisling et de Zborowski.

C'est l'époque où Pascin devient le véritable symbole de la bohème parisienne, le « prince de Montparnasse » et le « prince des trois monts ». Toujours tiré à quatre épingles et coiffé de son chapeau melon, il a ses tables au Dôme, au Select, au Dingo Bar et au Jockey-Club. À sa grande surprise, lui qui n'a jamais adhéré à aucun courant artistique, il est parfois considéré comme le fondateur de l'école de Paris. Il fréquente Francis Carco, son compatriote Georges Papazoff, Pierre Mac Orlan, André Salmon, Paul Morand, Foujita et Kiki de Montparnasse, Man Ray, Max Ernst, Soutine et Youki Desnos.

Pascin portraitiste.
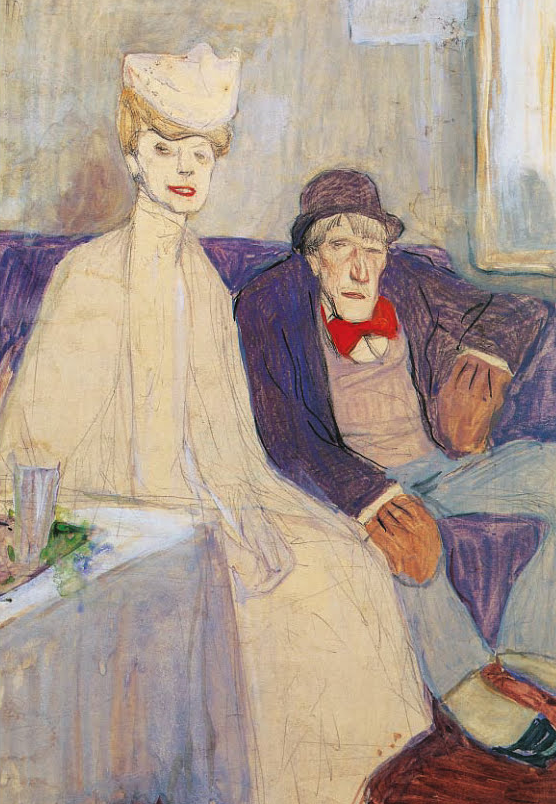
Couple insolent dans une salle d'attente (ca 1907).
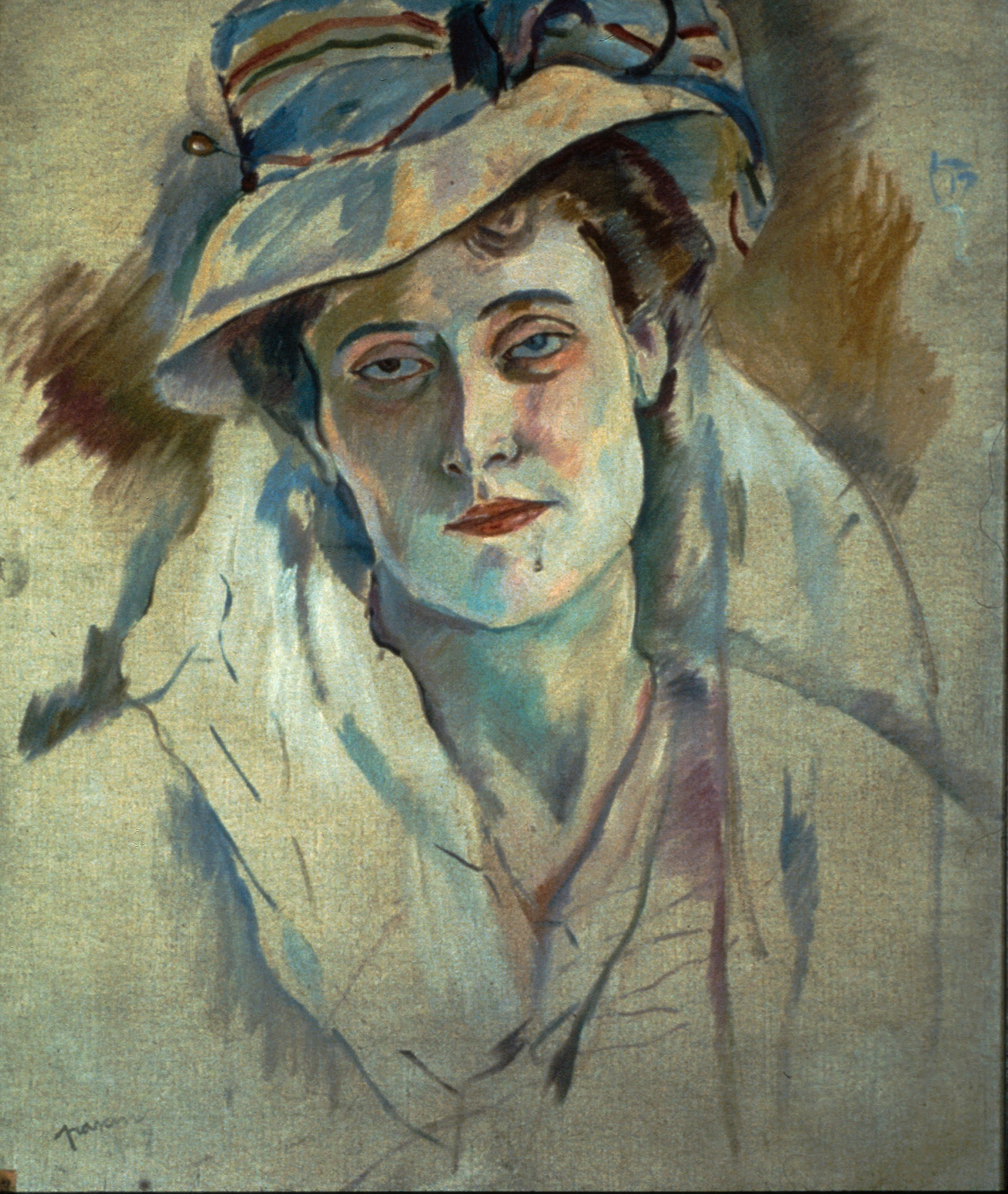
Hermine David (1907).
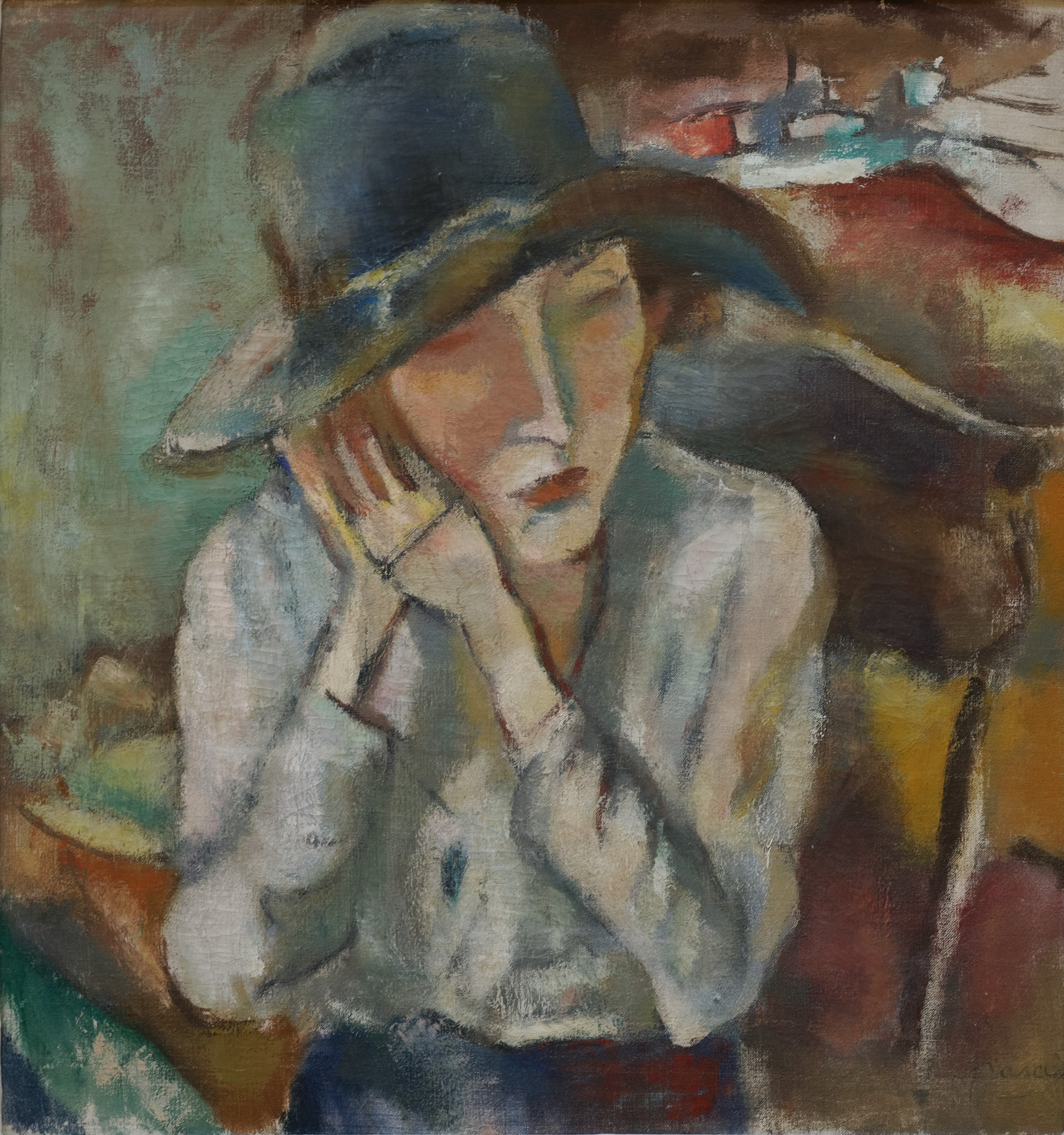
Hermine au grand chapeau (1917).
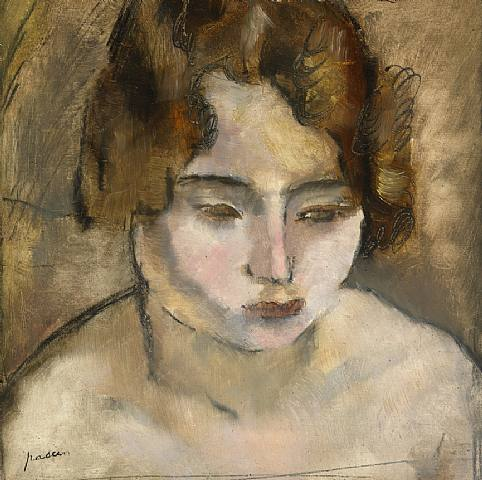
La Sangeusa (1924).
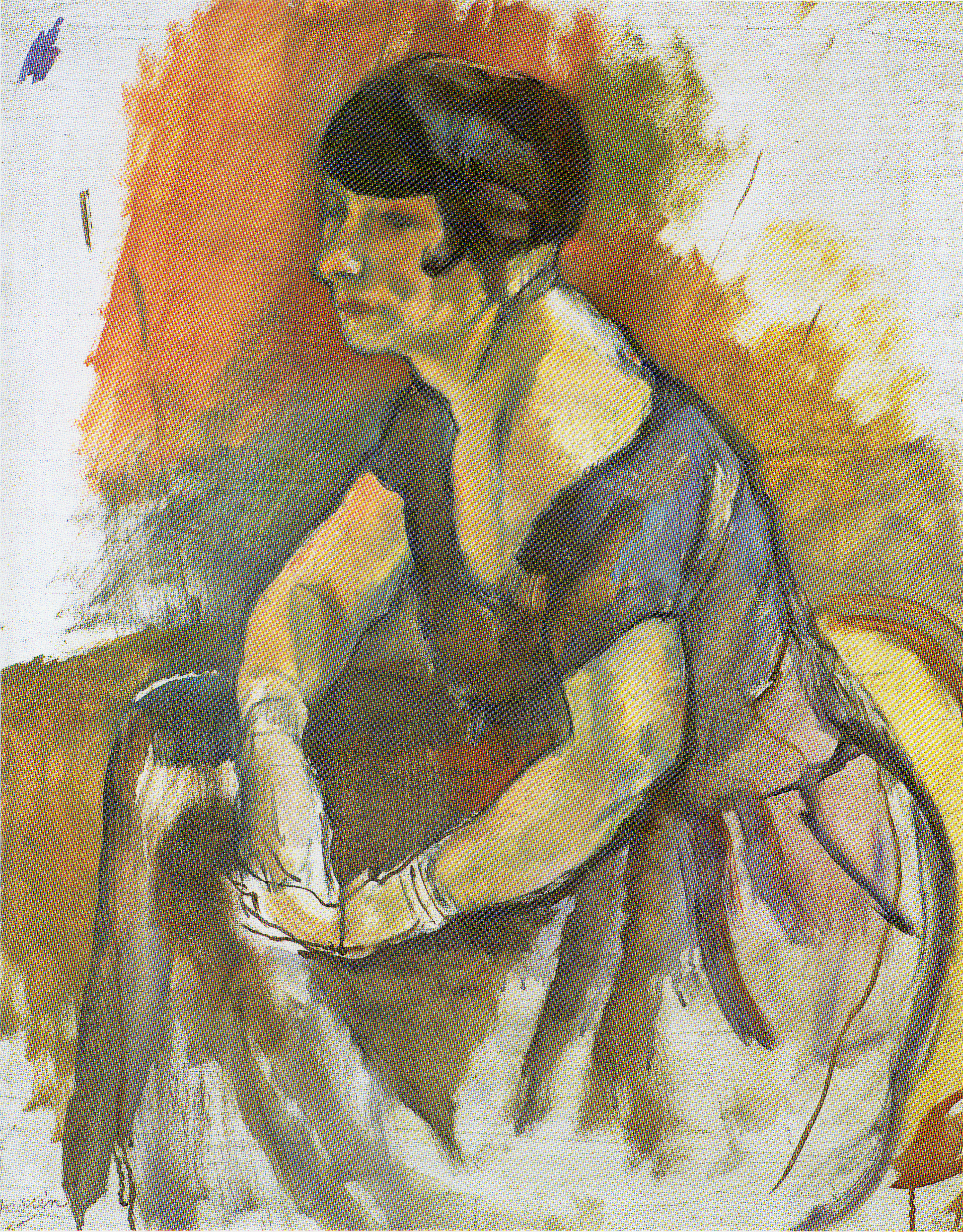
Madame André Salmon (1923).
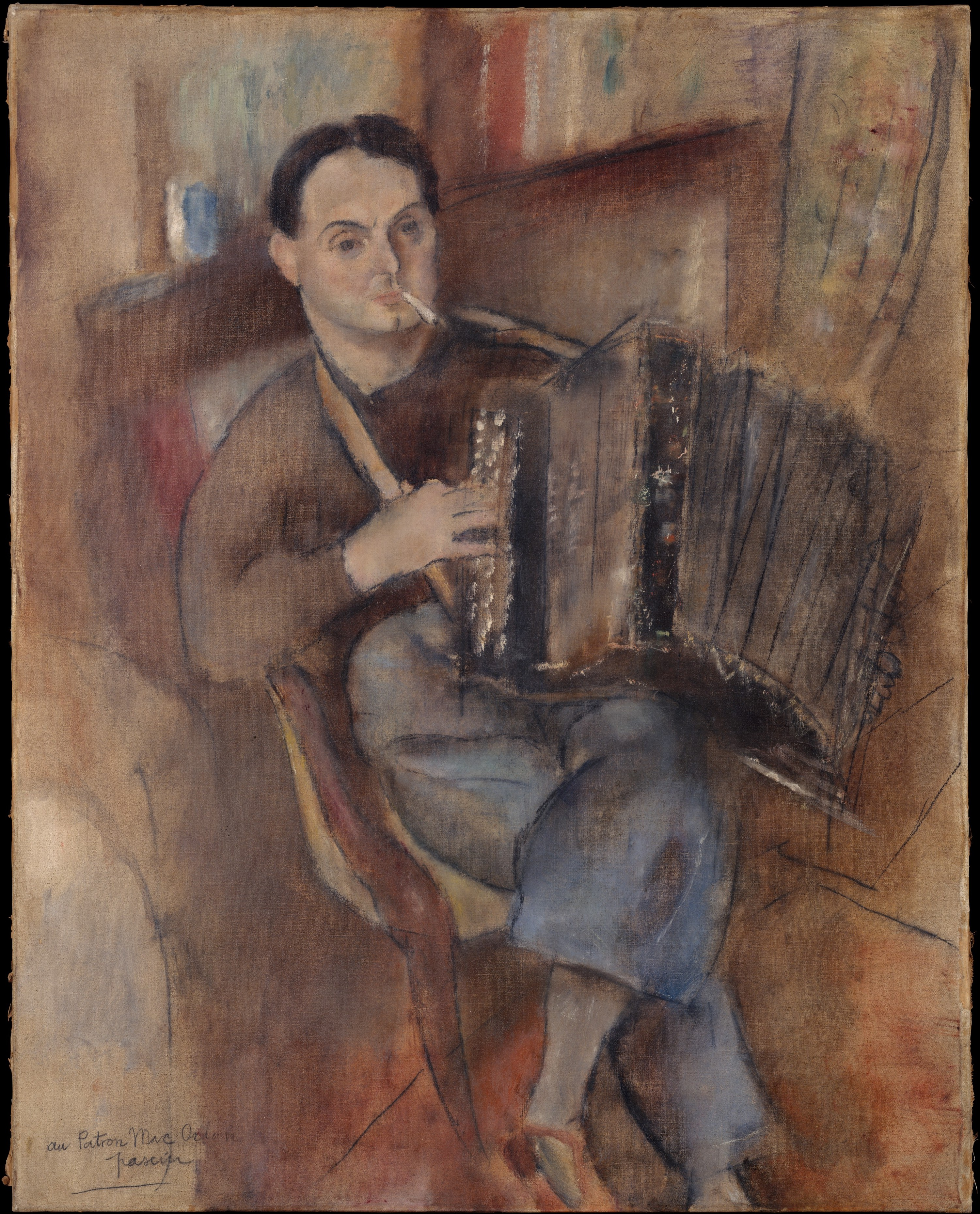
Pierre Mac Orlan (1924).
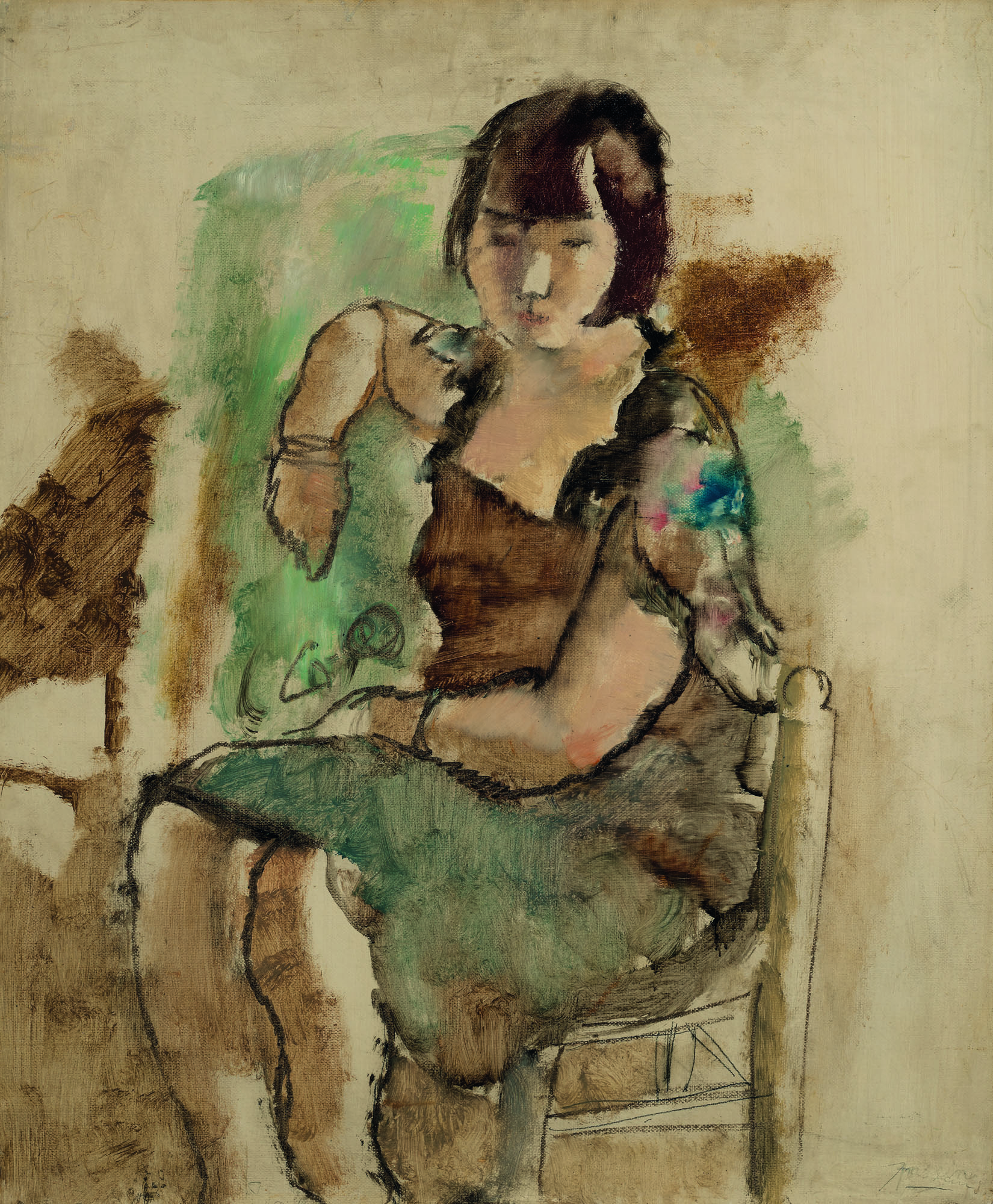
Lucy sur une chaise (1928).

Il a pour modèles les pensionnaires des maisons closes et des lieux mal famés de la jungle montmartroise, et couvre ses carnets de dessins voluptueux et nostalgiques, parfois érotiques et toujours nimbés d'une indicible tristesse. Il fait poser Kiki, Aïcha Goblet, Jacqueline Godard, Zniah Pichard, les sœurs Perlmutter, l'Antillaise Julie Luce (que Pascin appelle Maman) et sa fille Simone (connue au music-hall et au cinéma sous le pseudonyme de D'al-Al) qui l'accompagneront jusqu'à la fin, son épouse Hermine David, sa maîtresse Lucy (et son époux Per Krogh), ainsi que leur fils Guy.
Entre 1921 et 1922, Pascin quitte Hermine et emménage au 36 boulevard de Clichy.
Il côtoie sur la butte Montmartre d'autres artistes comme Marcel Leprin, expose chez Berthe Weill, au Salon des indépendants et, retrouve Lucy dans son ancien logement, rue Joseph-Bara. Parmi ses autres modèles figure Henriette Gomès qui deviendra une galeriste internationale. Il loue un atelier au no 15, rue Hégésippe-Moreau.
Il est l'ami de critiques d'art : André Warnod (auquel il fera découvrir les ateliers « les plus désespérément russes »), André Salmon, Georges Charensol, Florent Fels.

### Voyages
En août 1921, il se rend en Algérie et en Tunisie où il reviendra en 1924 et en 1926.
En 1922, il reprend l'atelier du peintre Jean Marchand (1883-1940) au no 73, de la rue Caulaincourt. À partir de 1922, Pascin envoie régulièrement des œuvres au Salon de l'Araignée, fondé en 1920 par Gus Bofa, et effectue des séjours dans le Midi (Cassis, Marseille). En 1923, il s'installe au no 36, boulevard de Clichy à Paris et, cette même année, il vend plusieurs de ses œuvres à Albert Barnes. Il livre une aquarelle Famille tunisienne pour illustrer le no 8 du Crapouillot ; jusqu'en 1930, il fournira huit autres livraisons à cette revue où écrit son ami le critique et romancier Pierre Mac Orlan et qui édite également des œuvres d'Hermine David.
En 1924, il perfectionne sa technique de gravure chez Jean-Gabriel Daragnès (1886-1950), avec André Warnod.
Il retourne en Bulgarie en 1923 et 1924.
En 1925, il voyage en Italie. En 1926, il envisage de s'installer en Palestine, mais y renonce une fois arrivé au Caire.
Pour ne pas perdre la nationalité américaine, il retourne, en août 1927, aux États-Unis et réside un an à New York, où Lucy le rejoint en janvier 1928.
En 1929, il part pour l'Espagne et le Portugal avec Lucy, qui lui loue cette même année un atelier Villa des Camélias à Vanves pour l'éloigner de Montmartre.

### Suicide et obsèques
Rongé par l'alcool, doutant de son art resté figuratif, partagé dans ses affections, il en vient à perdre son équilibre et, le 2 juin 1930, le jour même du vernissage de son exposition à la galerie Georges Petit, qui devait lui amener de nouveaux succès, il se suicide à 45 ans à Paris dans son atelier du no 36, boulevard de Clichy en s'ouvrant les veines des bras, puis il écrit avec son sang « Adieu Lucy » sur les murs de l'atelier et, comme la mort ne vient pas, il se pend à la poignée de sa porte et se brise la nuque. Lucy Krogh découvre le corps trois jours plus tard. Le Paris des arts est consterné et, le jour de ses funérailles, suivies par plus d'un millier de personnes, un grand nombre de galeries ferment.

« Un millier de marcheurs abasourdis, visages crispés aux joues humides, suivent d'un pas lourd mais silencieux un frêle corbillard tiré par des chevaux. Il y a là, en tête, la noble et noire silhouette de Lucy, la maîtresse fidèle, amante et aimée depuis vingt ans. Lucy, femme de Per Krogh, le mari outragé qui l'a attendue en vain toutes les années de sa tumultueuse liaison avec Pascin. Per est là aussi, et n'hésite pas à remonter le long cortège pour tenir le bras de sa femme effondrée [...]. Derrière Lucy, la famille proche, les intimes, Julie Luce et Simone, la mère et la fille toujours présentes à ses côtés pour le meilleur et pour le pire. Elles soutiennent Hermine, ou Hermine les soutient, la femme, la veuve légitime, évanescente, tragique et fragile. Viennent ensuite le Tout-Montmartre, Tout-Montparnasse, la foule des amis peintres, sculpteurs, écrivains, éditeurs, puis les modèles, des dizaines et des dizaines de modèles perdant à jamais les bienfaits de la générosité et de la tendresse d'un amant, d'un ami plutôt que d'un employeur. Sont là aussi les marchands, intéressés par l'homme, par l'œuvre ou par le profit ou les trois à la fois, puis une foule d'inconnus, le peuple de Paris, commerçants vivant du produit de leur travail ou de leur corps, cafetiers, restaurateurs, marchands de couleurs, artistes, forains, voyoux, maquereaux, prostituées et pour finit, faut-il en rire, fermant le cortège, un vieux clochard soigné, délégué par les mendiants du boulevard de Clichy pour assister aux obsèques. »

Pascin est inhumé 7 juin au cimetière de Saint-Ouen (il sera  transféré plus tard, à la demande de sa famille, au cimetière du Montparnasse, division 28 (petit cimetière no 19). Sur sa tombe est gravé un poème d’André Salmon :

« Homme libre héros du songe et du désir de ses mains qui saignaient poussant les portes d’or esprit et chair Pascin dédaigna de choisir et maître de la vie il ordonna la mort. »

## Œuvre

### Dessinateur, graveur et peintre
L'œuvre de Jules Pascin est marquée par les thèmes du grotesque, de la satire sociale et de la perversion sexuelle. Profondément sensuel, hédoniste, pessimiste et apolitique, l'artiste met en pièces la famille, le mariage, la morale bourgeoise et l'hypocrisie de ses conventions.
Dessinateur virtuose à l'œil à la fois impitoyable et indulgent, croquant constamment ce qui se passe autour de lui, Pascin n'hésite pas, lorsqu'il est pris de court, à utiliser les supports qui lui tombent sous la main : menus, sous-bocks, nappes, paquet de cigarettes, programme. Il maîtrise également toutes les techniques graphiques : crayon, plume, lavis, aquarelle, huile (abondamment diluée dans l'essence le plus souvent), estampe, gravure, eau-forte,.
Son expérience de dessinateur satirique, sa connaissance de l'expressionnisme allemand sont évidentes dans ses premières œuvres où certains portraits rappellent Otto Dix ou George Grosz avec un trait moins incisif et moins cruel. Il évoluera rapidement vers des couleurs pastellisées, presque irréelles qu'il accorde avec justesse au thème du corps féminin, centre de sa production. « L'érotisme insidieux qui s'en dégage frôle parfois la vulgarité, mais n'y tombe jamais ». Selon les mots d'Yvan Goll, son biographe, « le corps de la femme était son univers ».
Parmi les peintres associés à l'École de Paris, Pascin occupe une place à part ; son art s'impose par sa vérité expressive et sa douceur mélancolique ; il décrit avec indulgence le monde interlope « des filles », à l'aide d'une touche nacrée, légère aux couleurs irisées, dans les tons de gris, de rose, d'ocre, de bleu-violacé, les corps alanguis aux formes estompées qui dégagent un lourd parfum d'érotisme. Ces femmes saisies dans leur intimité sont en fait le miroir du mal de vivre de Pascin[réf. souhaitée].

Son graphisme vibrant, le trait ne dessinant que vaguement les contours du corps, lui permet de rendre ses modèles baignés dans une lumière qui reflète plus un état d'âme que la réalité d'un corps. À ce titre, il peut apparaître comme un continuateur sans complaisance des maîtres du XVIIIe siècle et de leur goût de la liberté et du libertinage.

Pascin dessinateur
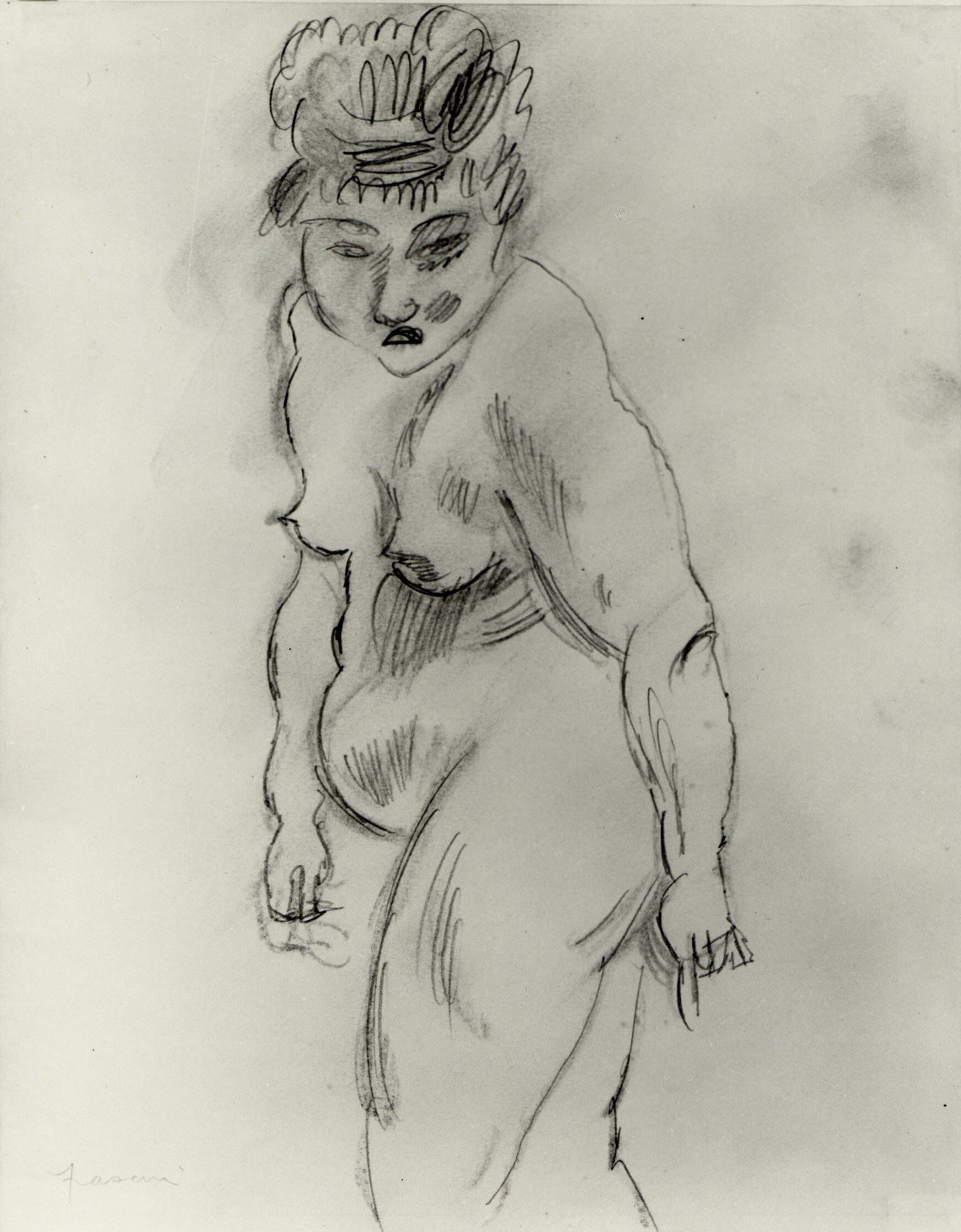
Nu féminin.
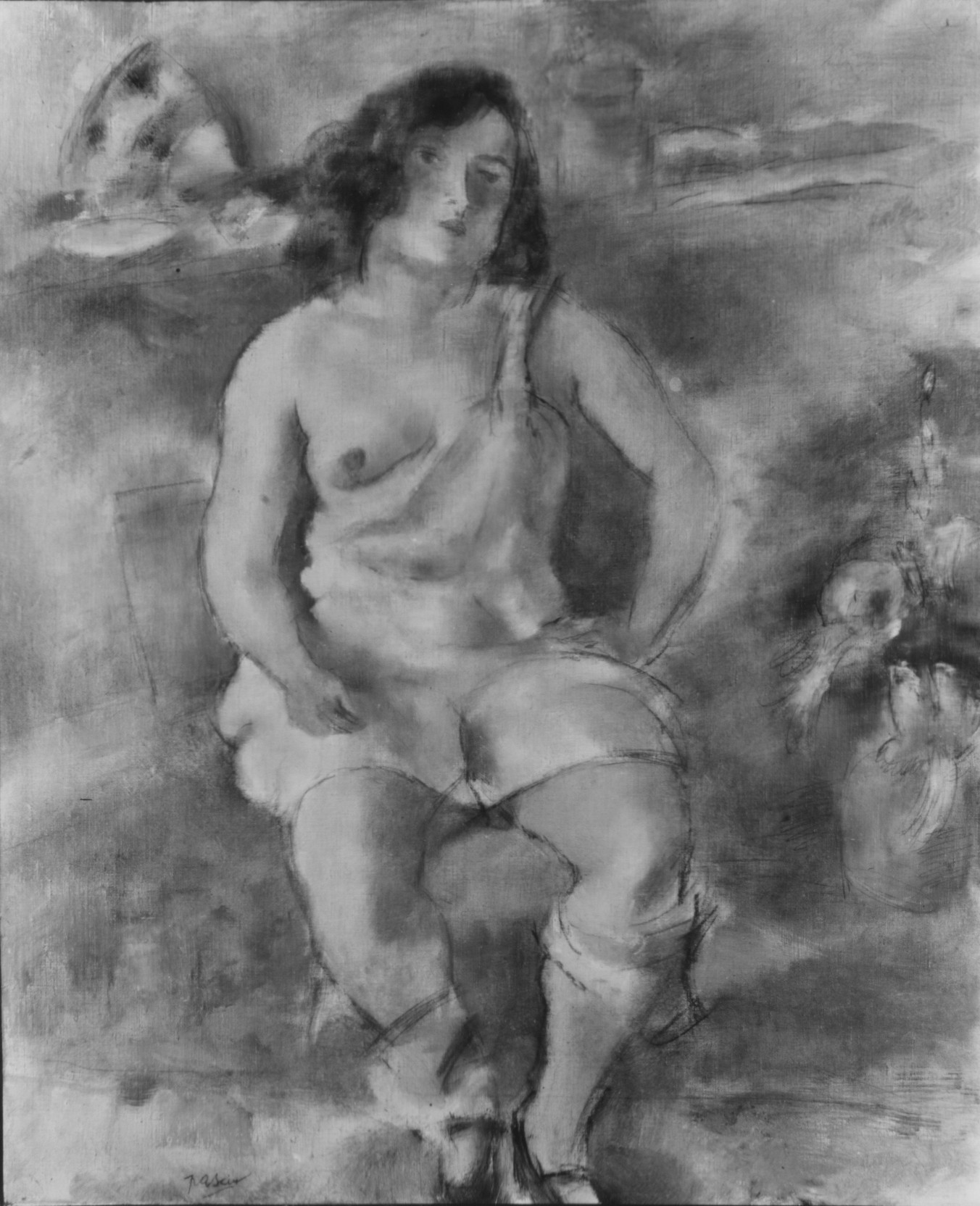
Modèle assis.
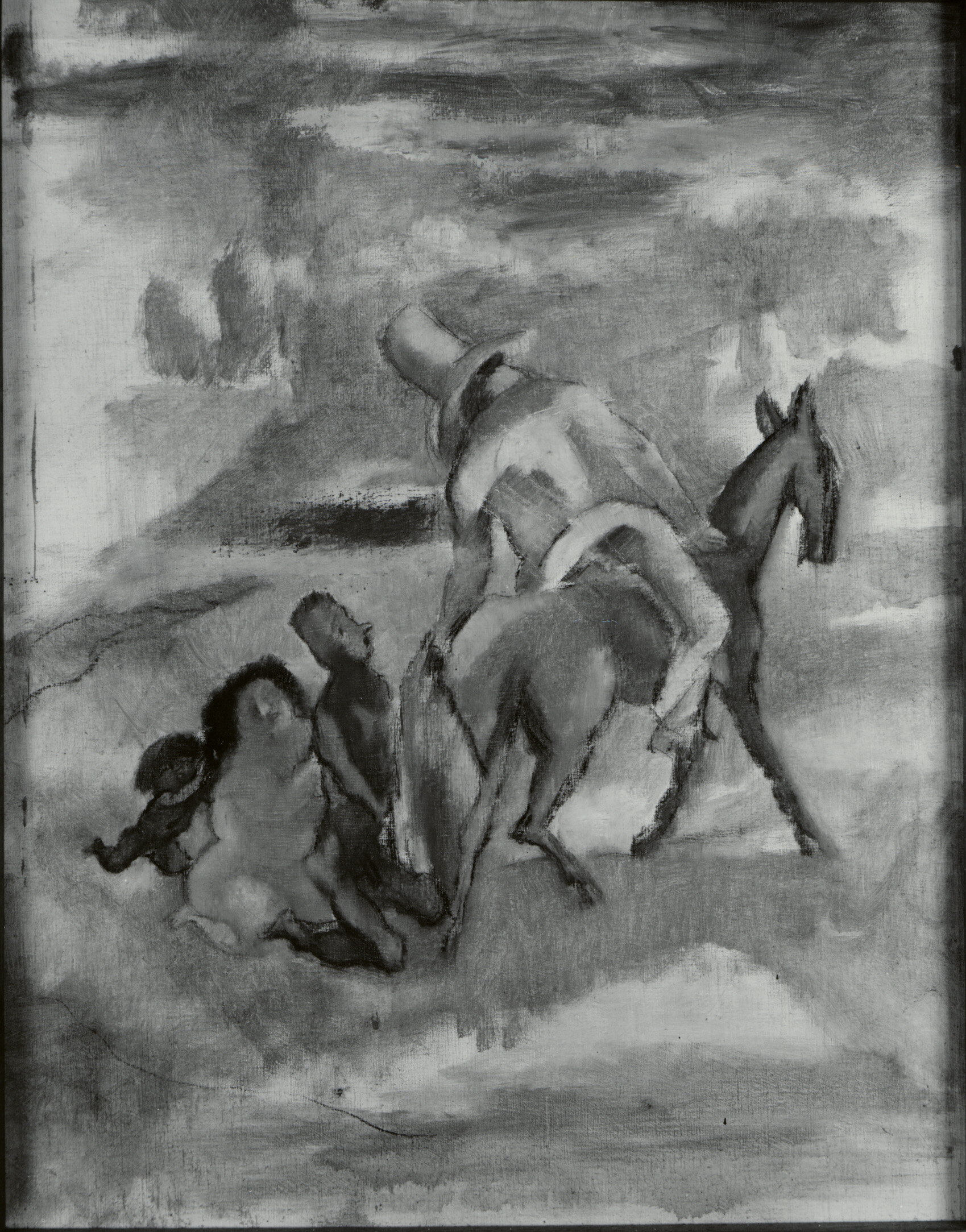
Fille allongée.
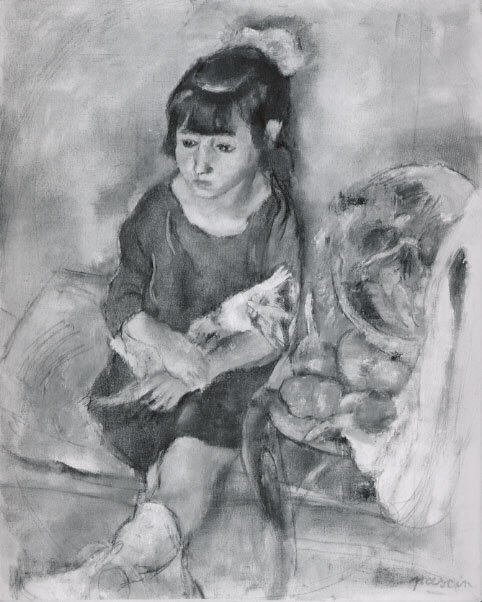
Fillette au chat.
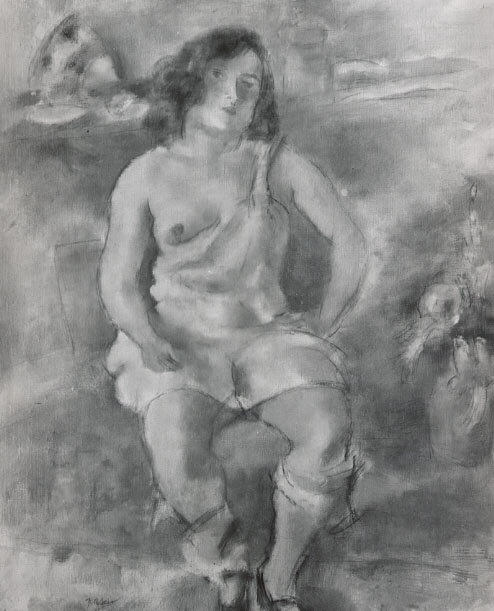
Modèle assis.
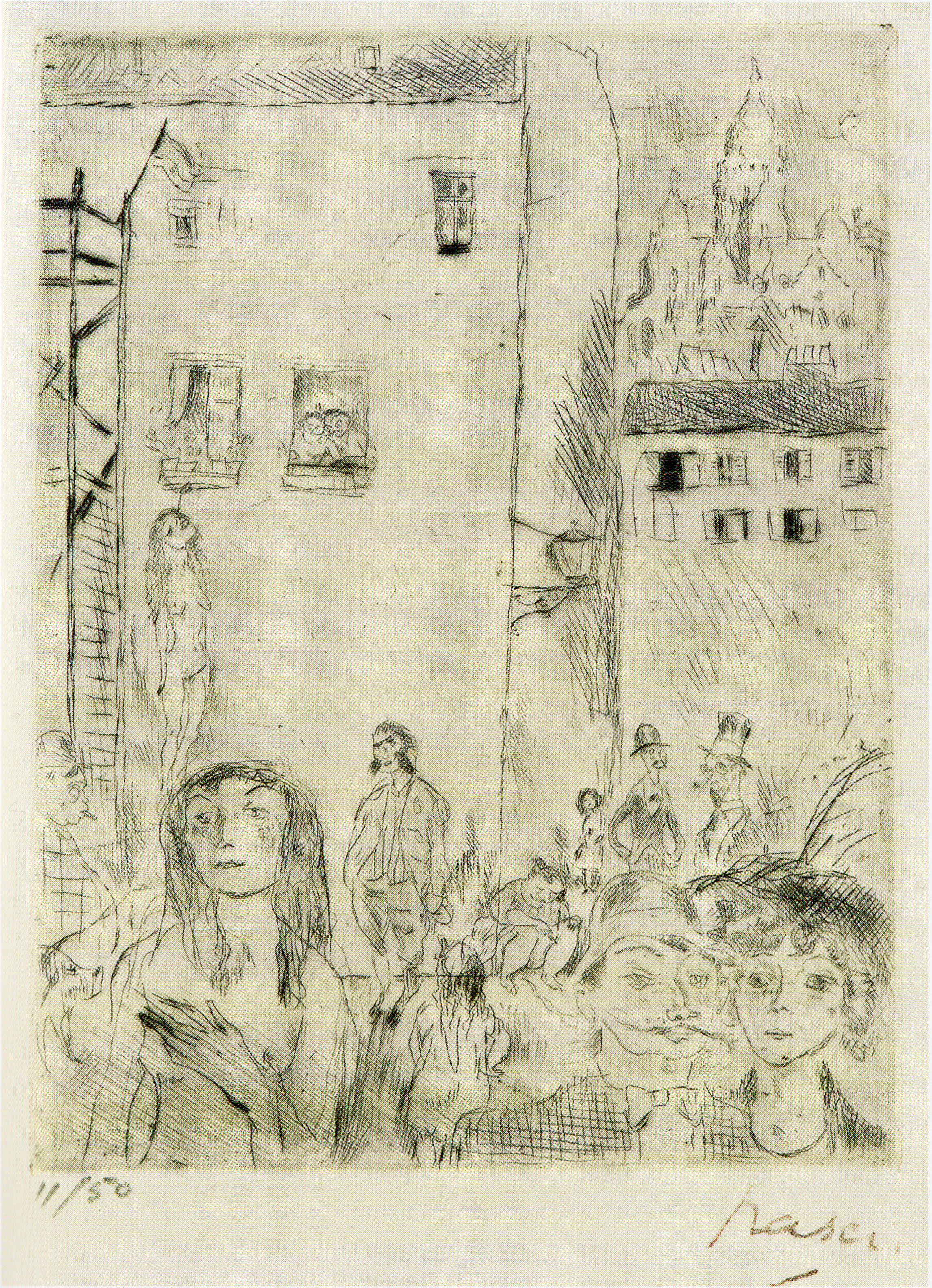
Le drame.
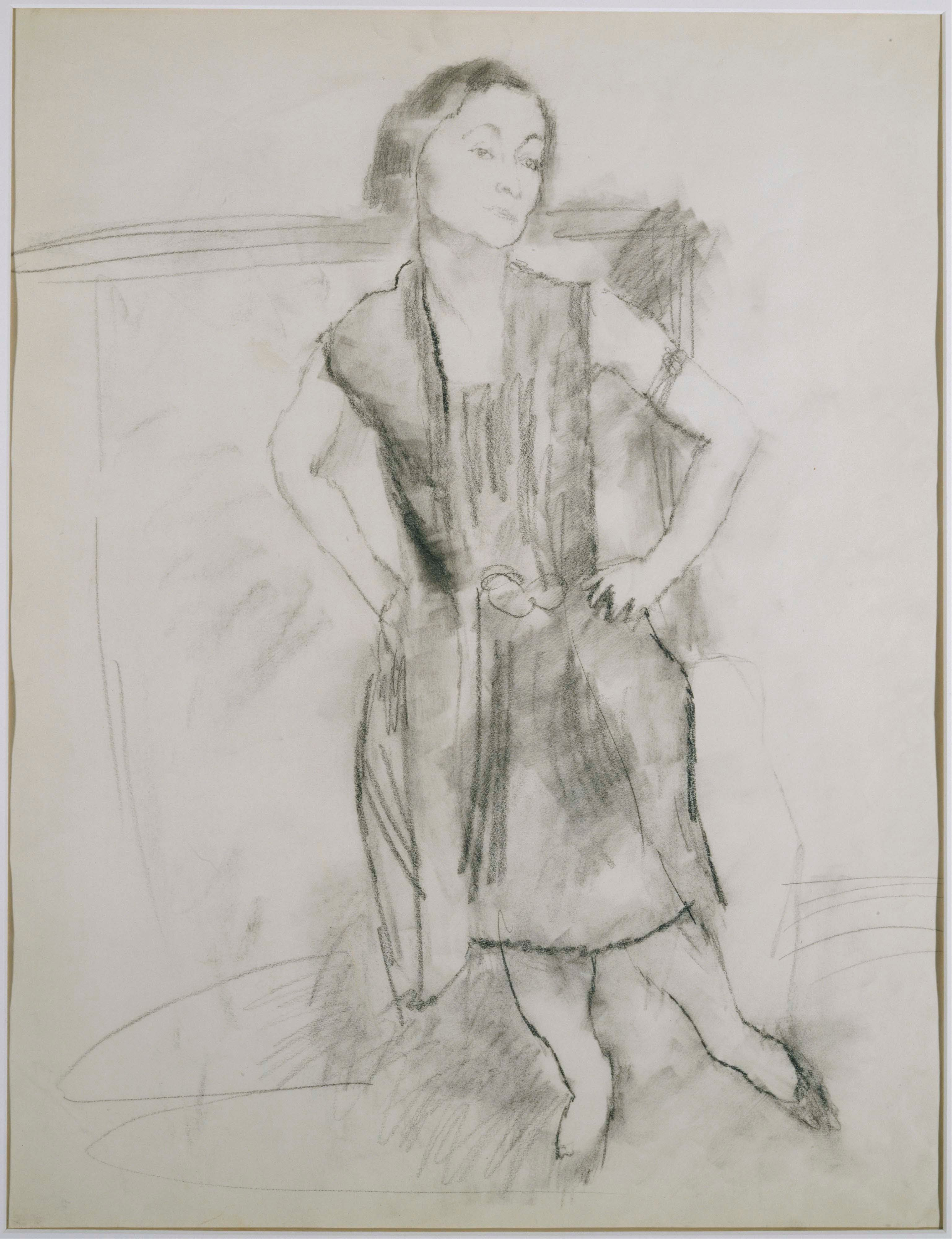
Maria Lani.
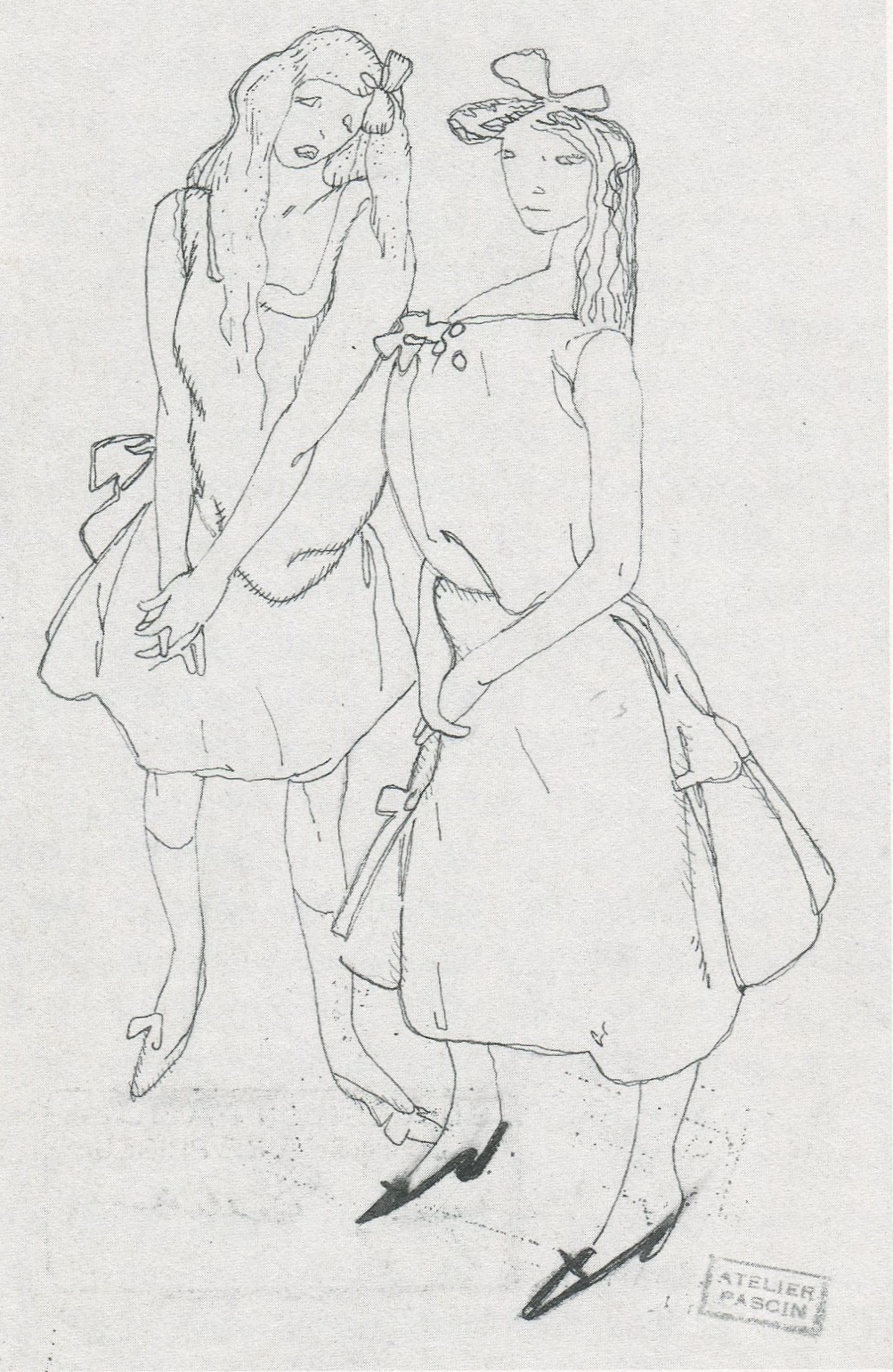
Deux jeunes filles.
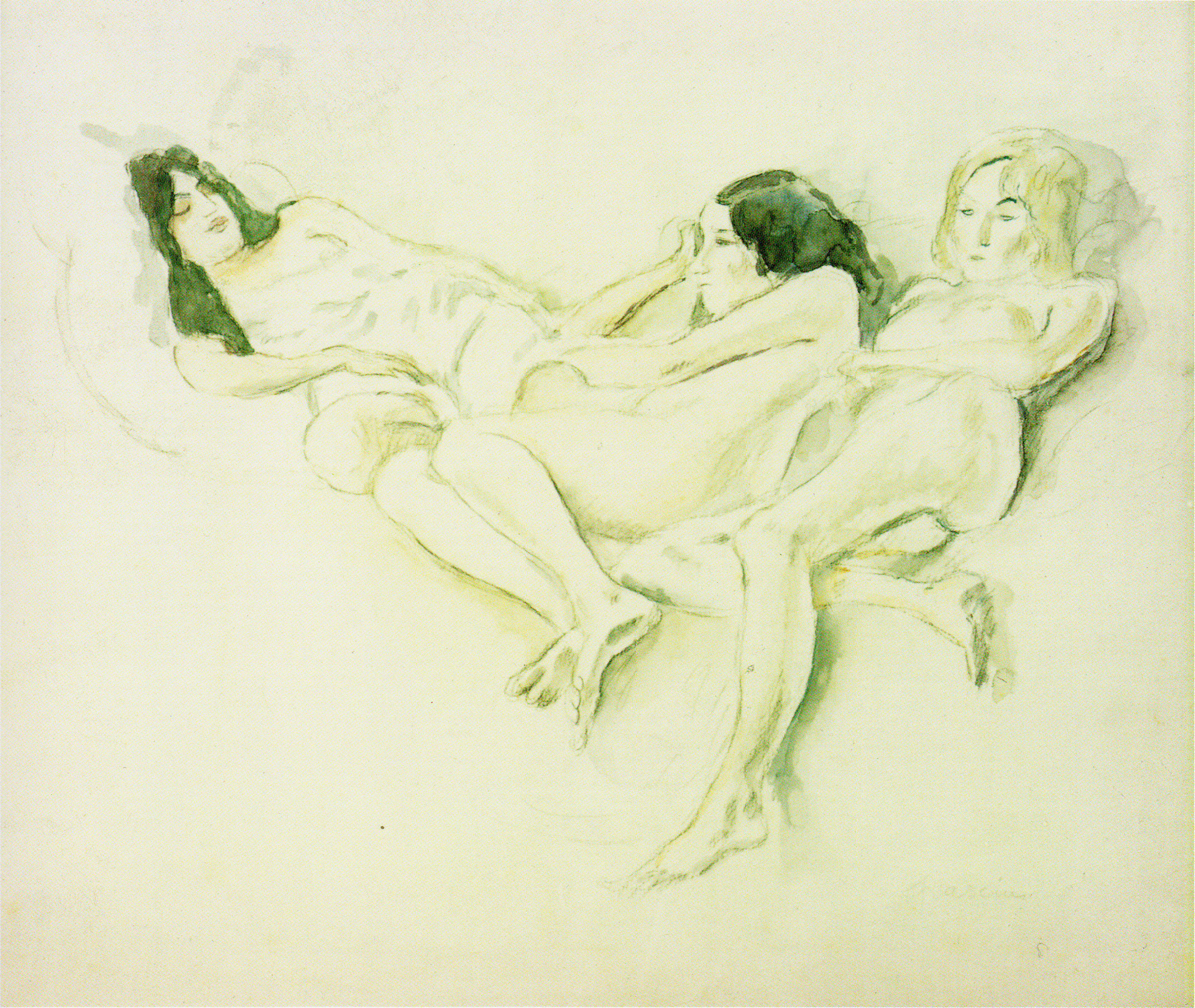
Trois filles.

### Pascin illustrateur

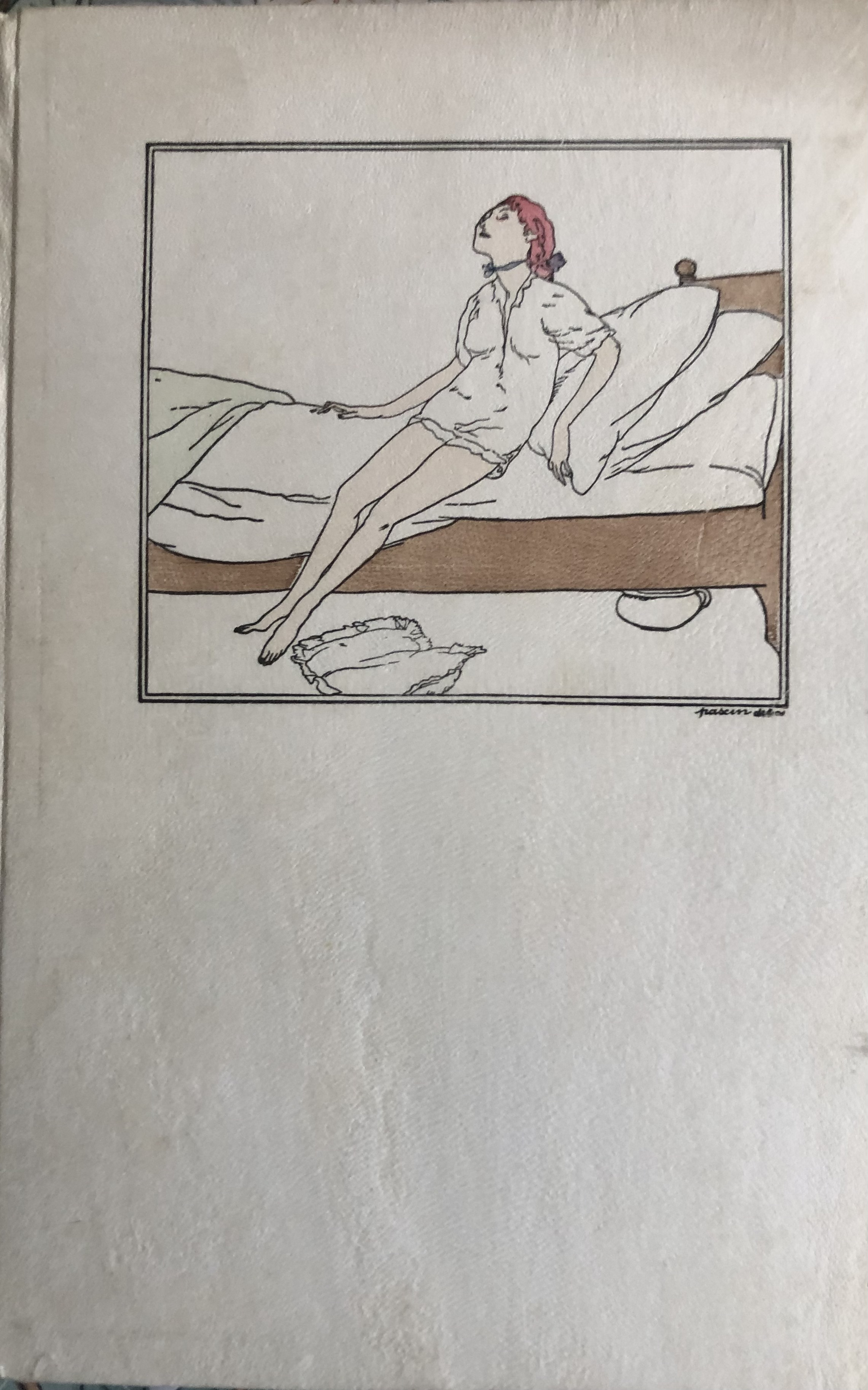
Illustration pour Aus den Mémoiren des Herrn von Schnabelewopski.

Jules Pascin a également illustré de nombreux livres.
- Aus den Memoiren des Herrn von Schnabelewopski d'Heinrich Heine, Berlin, Paul Cassirer, 1919 ; réédité par le Club français du livre en 1948[Note 4].
- Ein Sommer, Carnet de croquis de Jules Pascin, Paul Cassirer, Berlin, sans date.
- L'enlèvement sans Clair de Lune, ou les propos et les amours de monsieur Théodore Decalandre, de Tristan Derème, frontispice de Jules Pascin, Émile-Paul frères, Paris, 1924.
- Aux lumières de Paris, de Pierre Mac Orlan, 1925, tirage limité à 1925 exemplaires numérotés, G. Grès et Cie, Paris, 1925.
- Trois petites filles dans la rue, de André Warnod, 1925.
- Vénus dans la balance, d'André Salmon, 1925.
- Contrôleur de l'ennui, poésies de voyage de Pierre Humbourg, illustrées par Jules Pascin[Note 5], Les Cahiers du Sud, Marseille et Paris, 1925.
- Jean Giraudoux, de Pierre Humbourg, avec un portrait de l'auteur par Pascin, Collection Critique, Les Cahiers du sud, Marseille, 1926.
- Tableaux de Paris de Paul Valéry, Roger Allard, Francis Carco, Jean Cocteau, Colette, Tristan Derème, Georges Duhamel, Raymond Escholier, Jean Giraudoux, Max Jacob, Edmond Jaloux, Jacques de Lacretelle, Valéry Larbaud, Paul Morand, Pierre Mac Orlan, André Salmon, Jean-Louis Vaudoyer, Charles Vildrac, André Warnod et André Suarès, 14 eaux-fortes et 6 lithographies par Pierre Bonnard, Edmond Ceria, Jean-Gabriel Daragnès, Hermine David, Maurice de Vlaminck, Henry de Waroquier, André Dunoyer de Segonzac, Pierre Falké, Tsugouharu Foujita, Chas Laborde, Marie Laurencin, Albert Marquet, Charles Martin, Henri Matisse, Luc-Albert Moreau, Jean Oberlé, Jules Pascin, Georges Rouault, Maurice Utrillo et Kees van Dongen, 225 exemplaires numérotés, imprimerie Duchâtel / Émile-Paul Frères, Paris, 1927.
- Poésie du Temps, de Marcel Sauvage, avec un frontispice de Pascin, Les Cahiers du Sud, Marseille, 1927.
- Cendrillon[15] de Charles Perrault, préface d'André Salmon, gravures et dessins de Pascin, Paris, M.-P. Trémois, impr. Roger Lacourière, 1929.

## Réception critique
Reconnue et célébrée de son vivant, l'œuvre de Pascin a subi, après sa mort, des hauts et des bas. 

« Pascin le dandy des trois monts (Vénus, Montparnasse et Montmartre), enfant prodigue et clochard, vivant son art à corps perdu, aimé de tous et pourtant peintre maudit… Fervent admirateur de Toulouse-Lautrec, il se voulait et il se voulut toute sa vie grand calife des Mille et Une Nuits qui avaient hanté sa jeunesse et caïd des bordels et de la bohême… À Paris comme à Tokyo, Pascin connut la gloire de son vivant ; son œuvre est éparpillée dans tous les grands musées du monde. Couvert de femmes mais n'en aimant qu'une, il mit fin à ses jours, entraînant avec lui la fin d'une époque qu'il avait incarnée plus que quiconque. »

— André Bay

« Un peintre étranger à toute influence, auteur d'une imagerie lucide, vénéneuse et tendre. Le pinceau nerveux, les tons gris et roses, le crayon d'une extraordinaire rapidité de ce "Montparno", se vouent essentiellement à décrire avec une souveraine impudeur les fêtes et les désespoirs de l'amour vénal. »

— Gérald Schurr
À ses débuts, les critiques portent sur le caractère lascif et immoral de certaines scènes et sur la sensualité qui s'en dégage. Accusé par certains de pornographie, ses défenseurs répondent en pointant la tristesse des modèles, leurs yeux baissés, leur caractère irréel suggérant un désir déjà dépassé,.

Techniquement, on lui reproche parfois le côté apparemment inabouti de ses dessins et de ses toiles. Pour ces dernières, la question est même posée de leur pérennité, étant donnée la technique de dilution des huiles qui laisse très peu de matière sur la toile. Devant l'énorme production qu'il laisse derrière lui, même ceux qui reconnaissent son talent hésitent à trancher : se souviendra-t-on de Pascin pour ses dessins ou pour ses peintures?  

Pascin coloriste
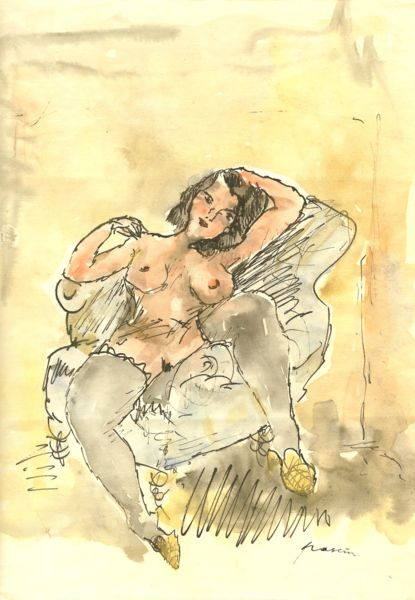
Dessin.
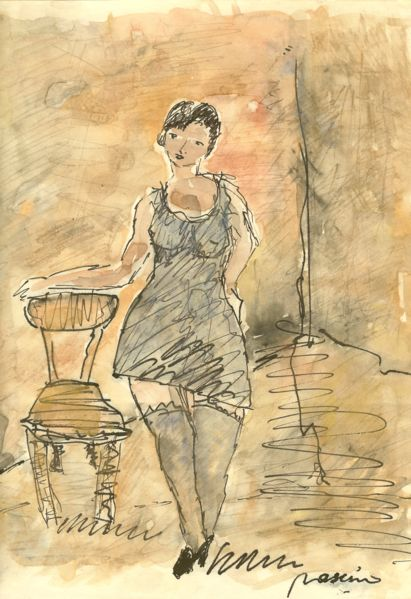
Femme à la chaise.
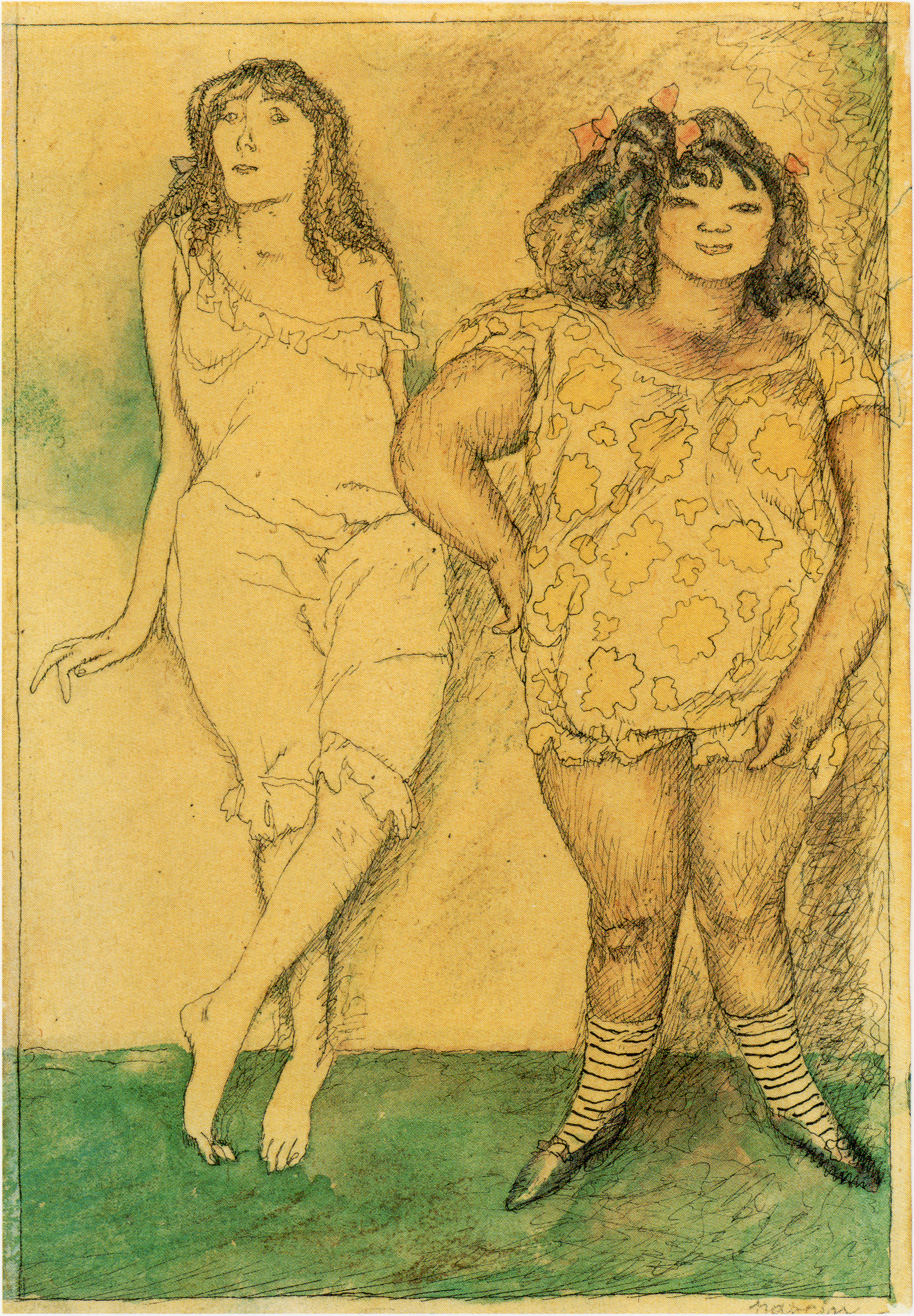
Deux filles.
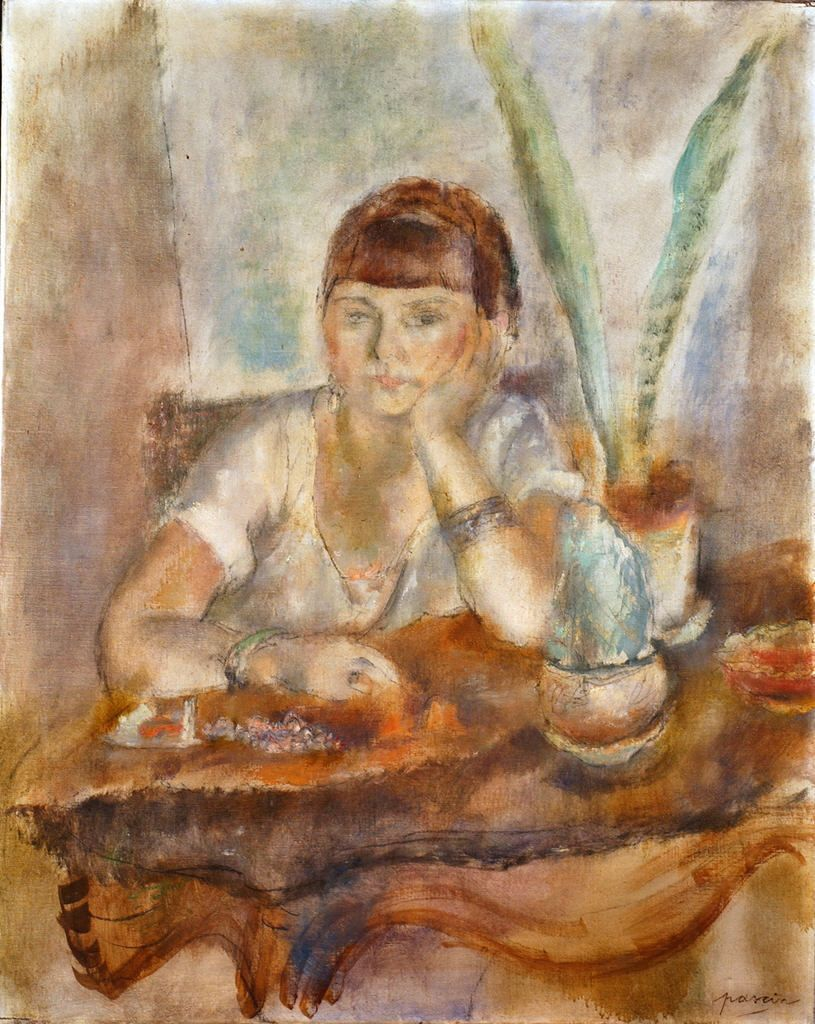
Portrait de Mimi Laurent.
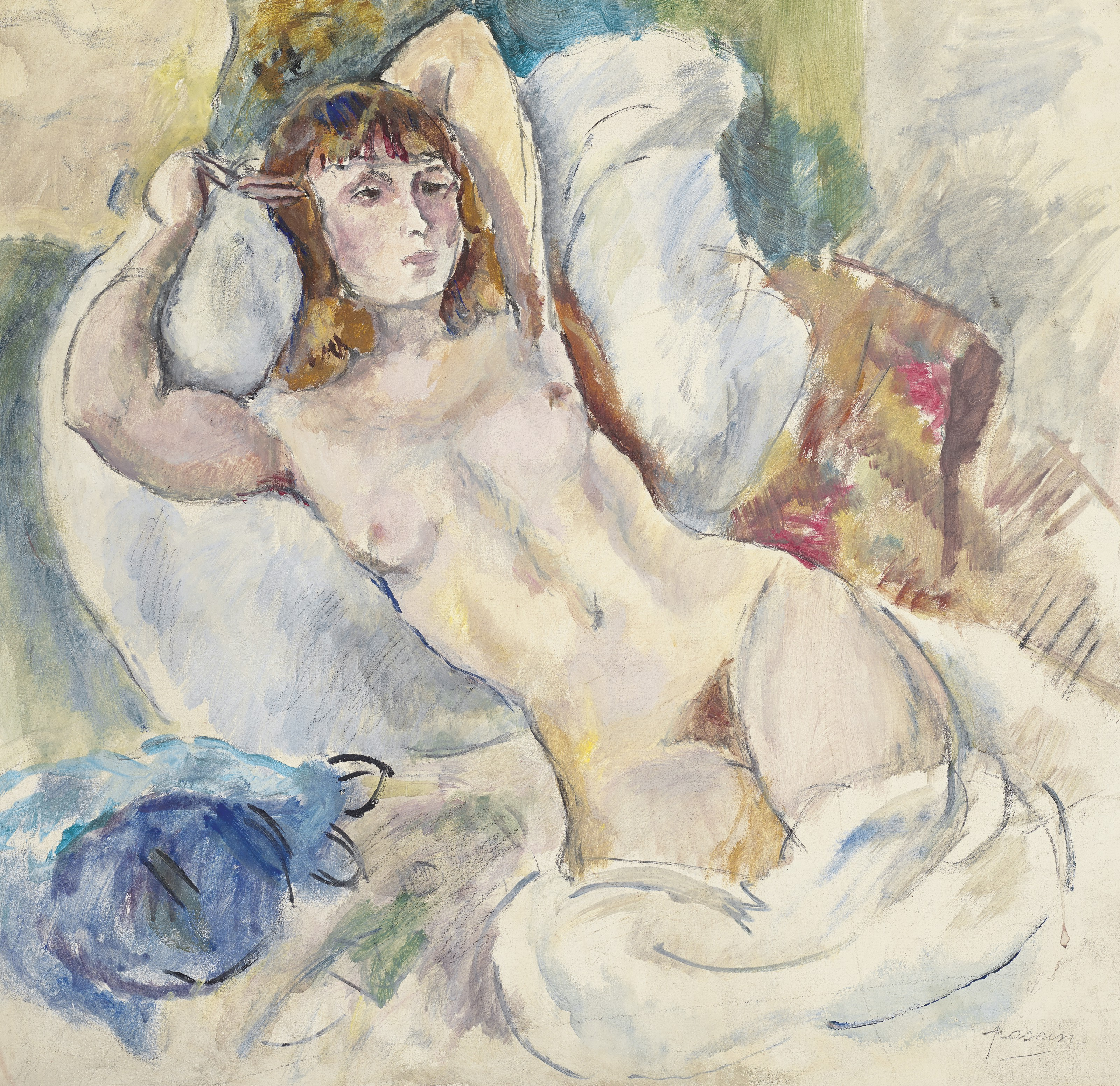
Nu su un divan.
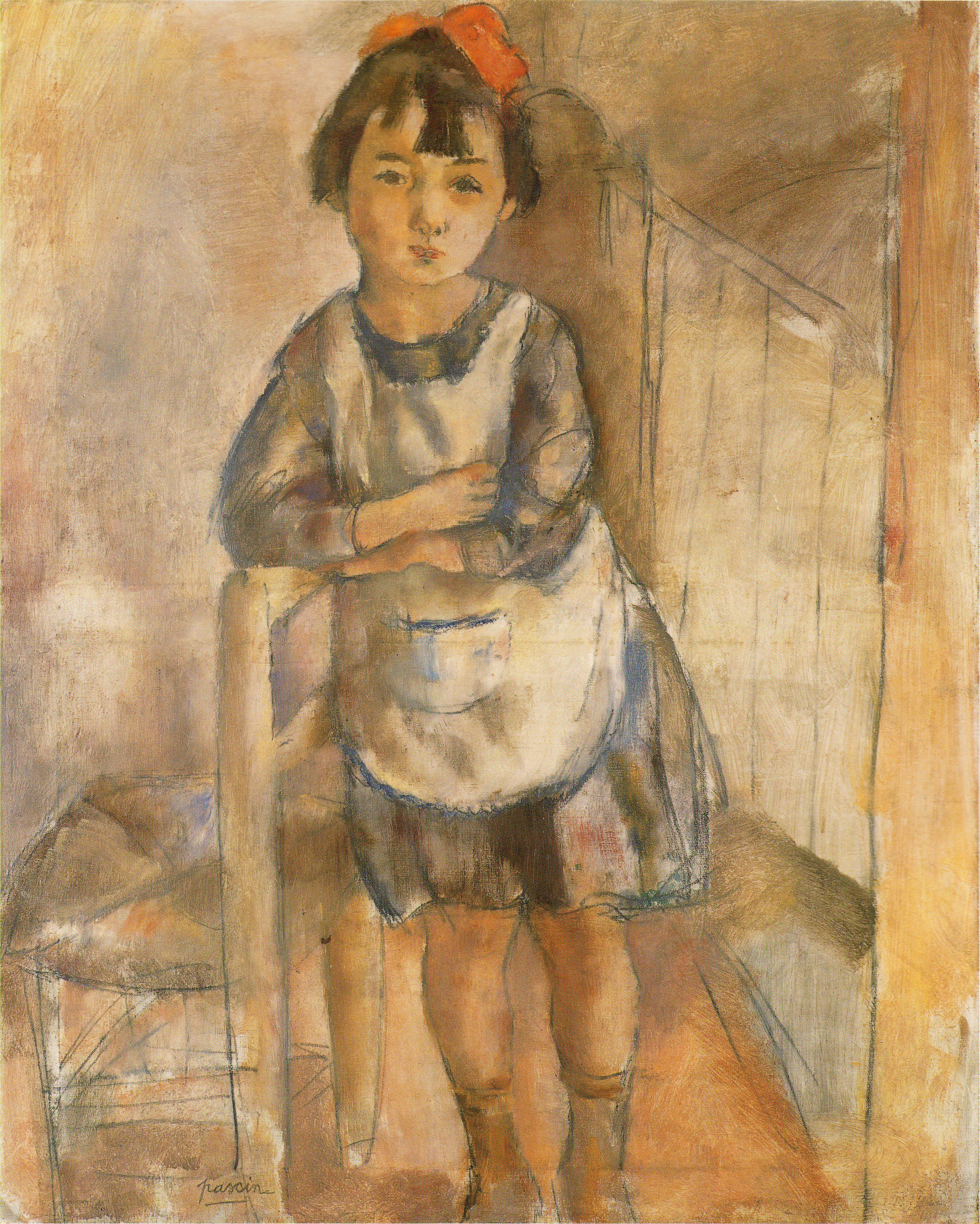
Fillette appuyée sur une chaise.
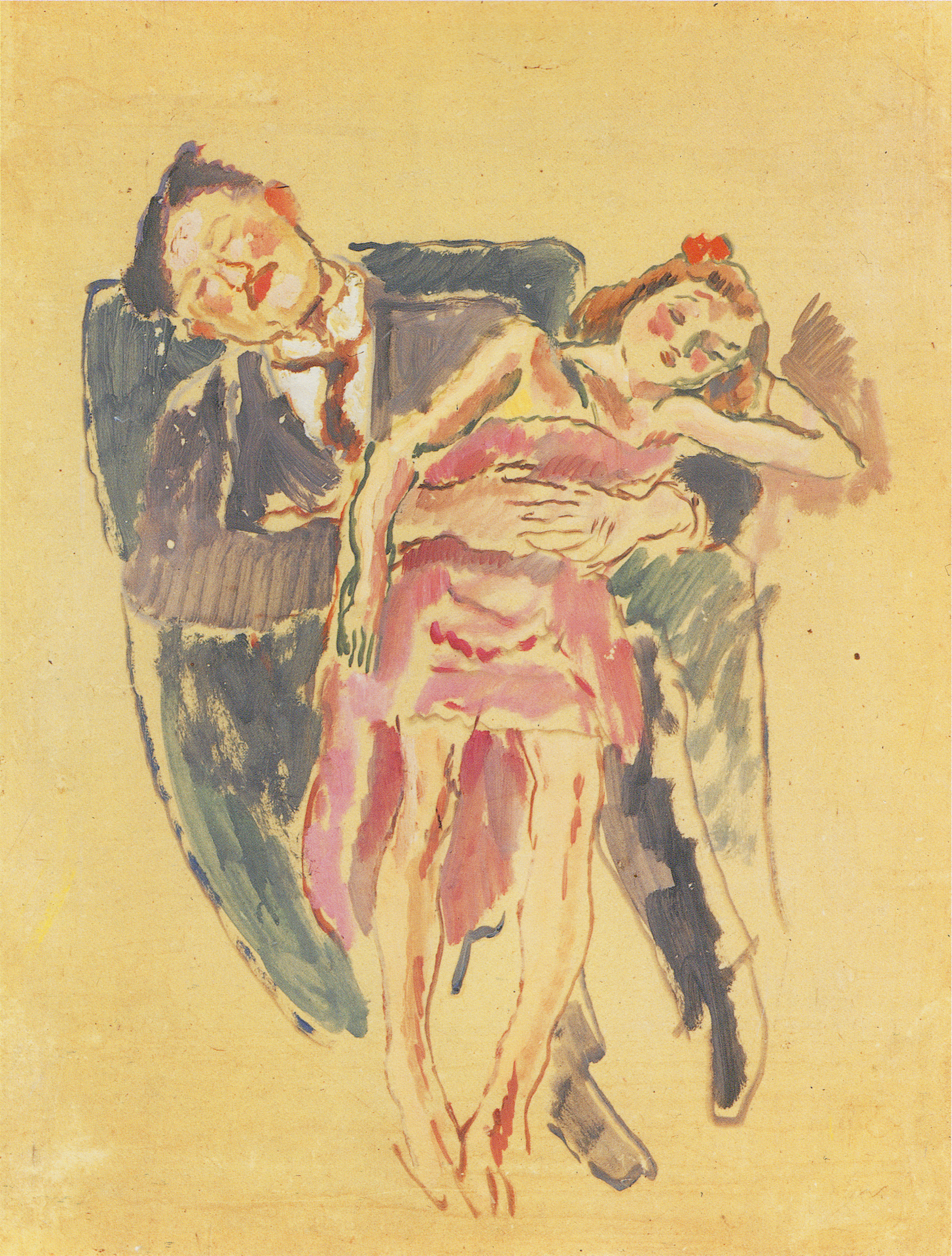
Marcel sauvage et son épouse.

Après sa mort, son œuvre est rapidement dénigrée par les tenants de la morale : on dénonce le cocktail qui caractérise la figure de l'esthète : égoïsme, apolitisme, athéisme, nihilisme, absence de conscience sociale, hédonisme, obsession du sexe. En 1937, l'exposition londonienne qui lui est consacrée, attaquée pour son « ignominie », est un fiasco, mais en 1952, lors de sa première grande rétrospective à New-York, il est qualifié de « talent le plus sous-estimé et oublié de notre époque ». Dans les années 1960, avec le timide retour de la figuration, il sort du purgatoire et certains critiques commencent à le réhabiliter, le plaçant dans la lignée de Watteau pour la peinture et de Toulouse-Lautrec, Forain et Beardsley pour le dessin.

En 2007, un critique d'art du Monde notait encore « le même trait délié et rapide, la fluidité peu soucieuse d'exactitude anatomique, la même fantaisie érotique, une impudeur railleuse. [...] Il cherche à obtenir sur la toile la légèreté à laquelle il excelle sur le papier et emploie des couleurs diluées dans beaucoup d'essence, pratiquant l'huile en aquarelliste. Quand il veut construire, modeler, achever le tableau, le résultat est un peu moins heureux que dans ses évocations fantomatiques, où il y a parfois de la grâce ». 

Pascin peintre
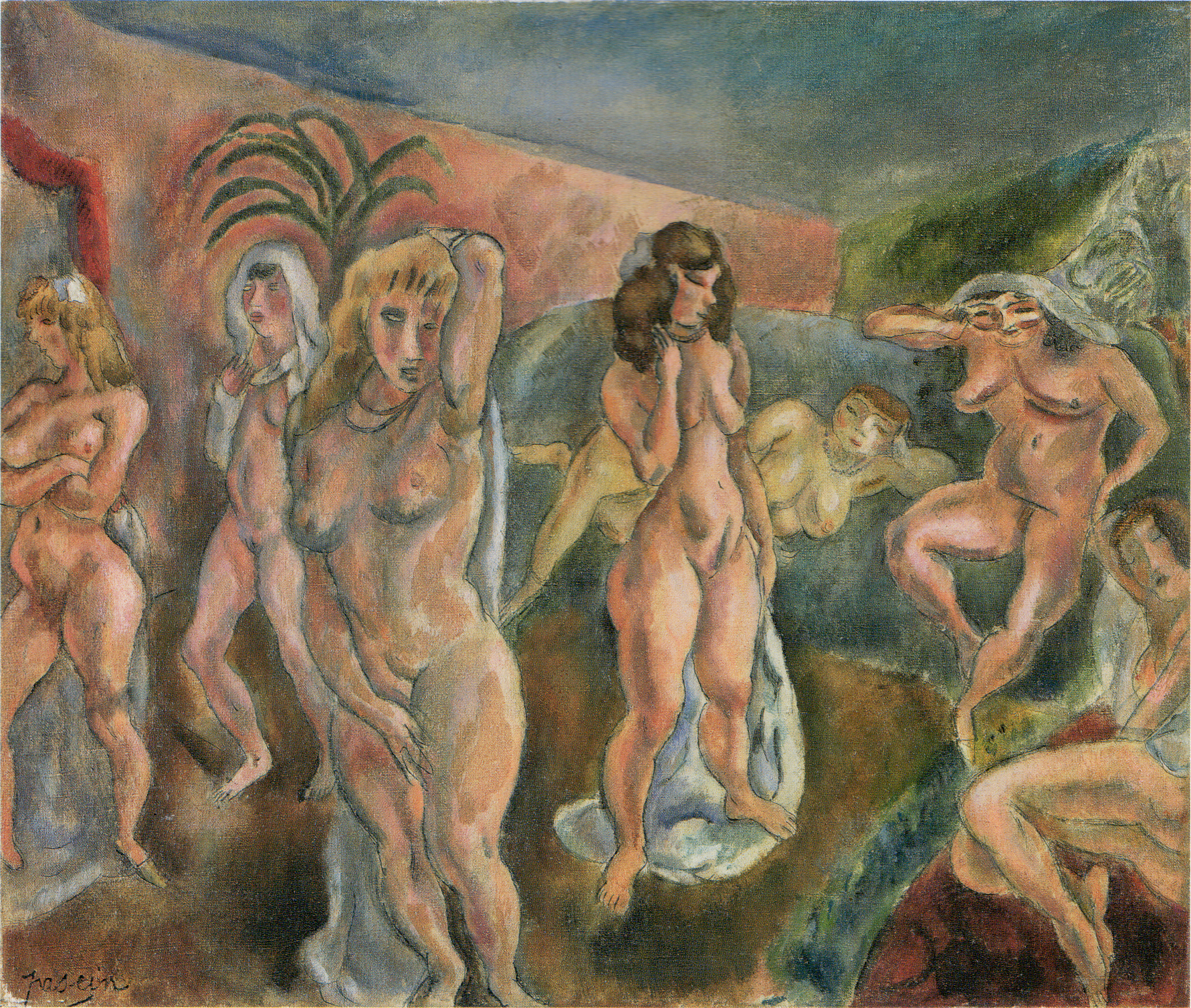
Composition avec des nus (1915), Hokkaido, musée d'art moderne.
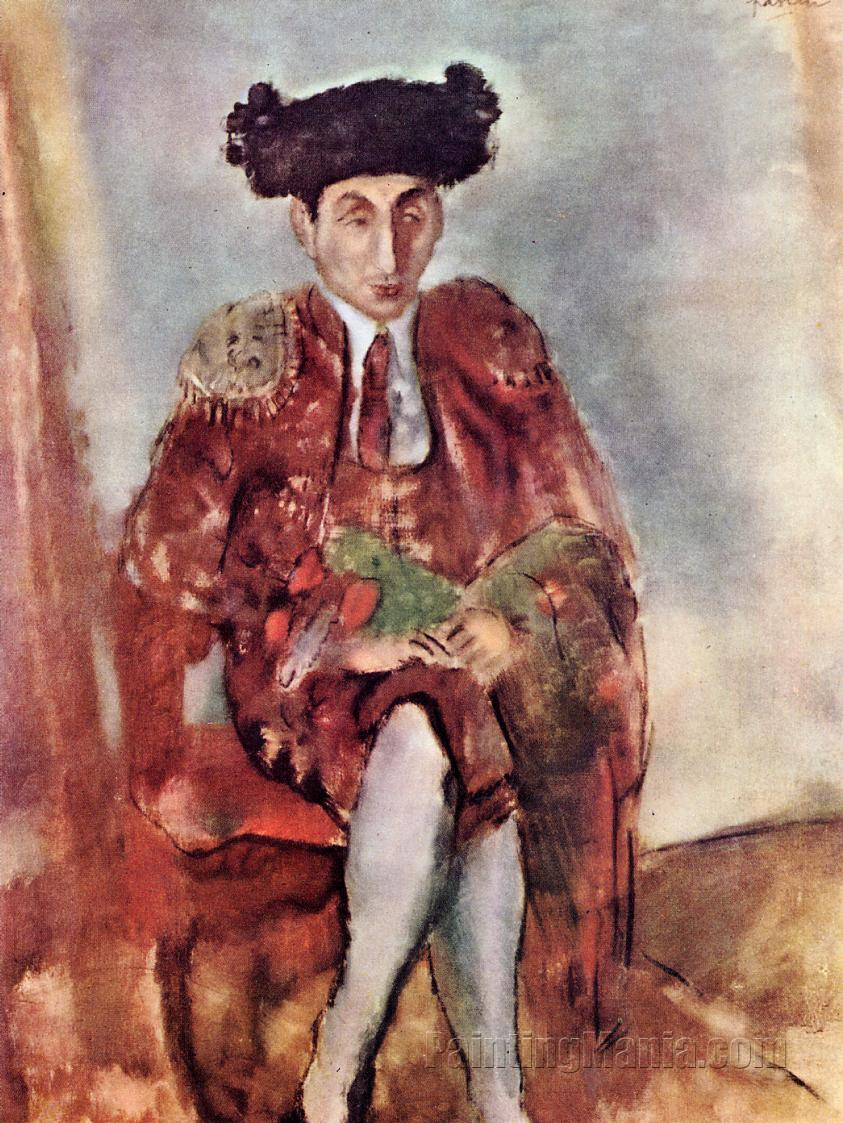
Alfred Flechtheim habillé en toreador (1927), Paris, musée national d'art moderne.
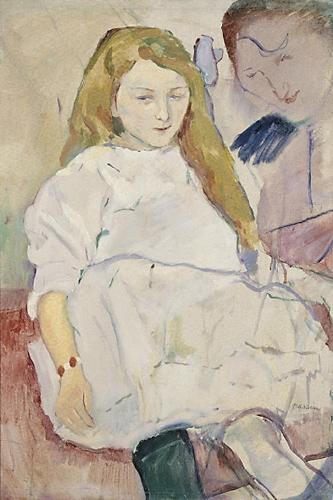
Mère et enfant, galerie d'art de Nouvelle-Galles du Sud.
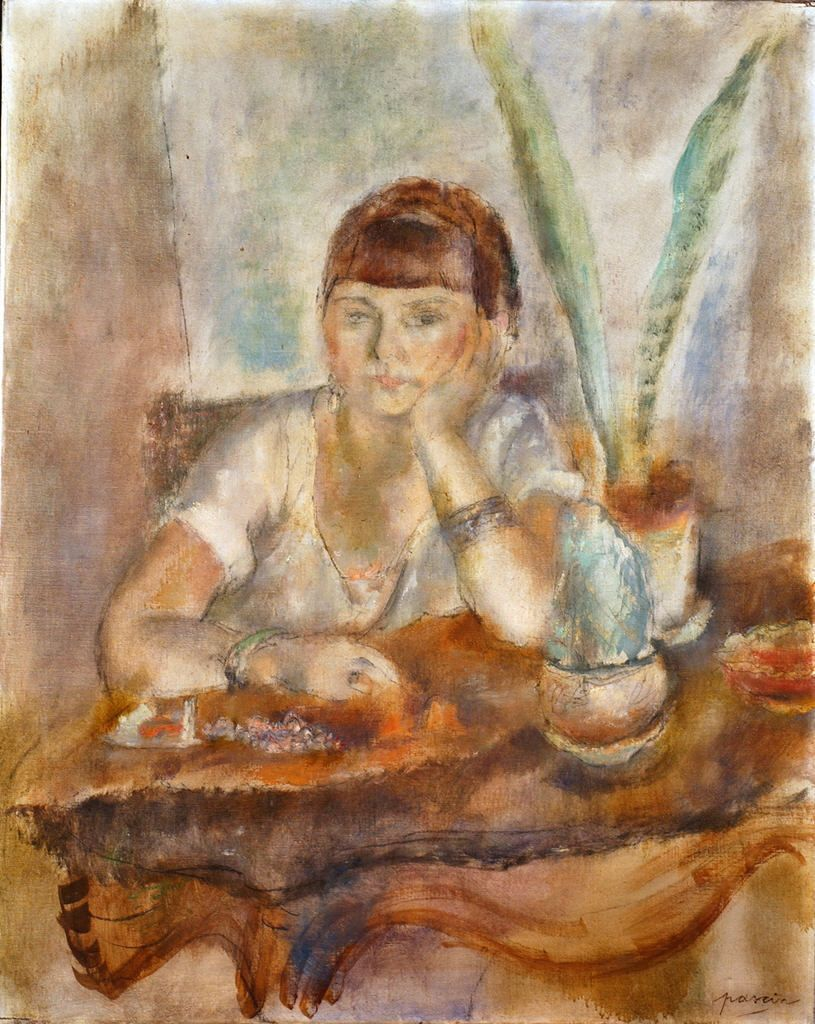
Portrait de Mimi Laurent (1927-1928), Hirshhorn Museum and Sculpture Garden.
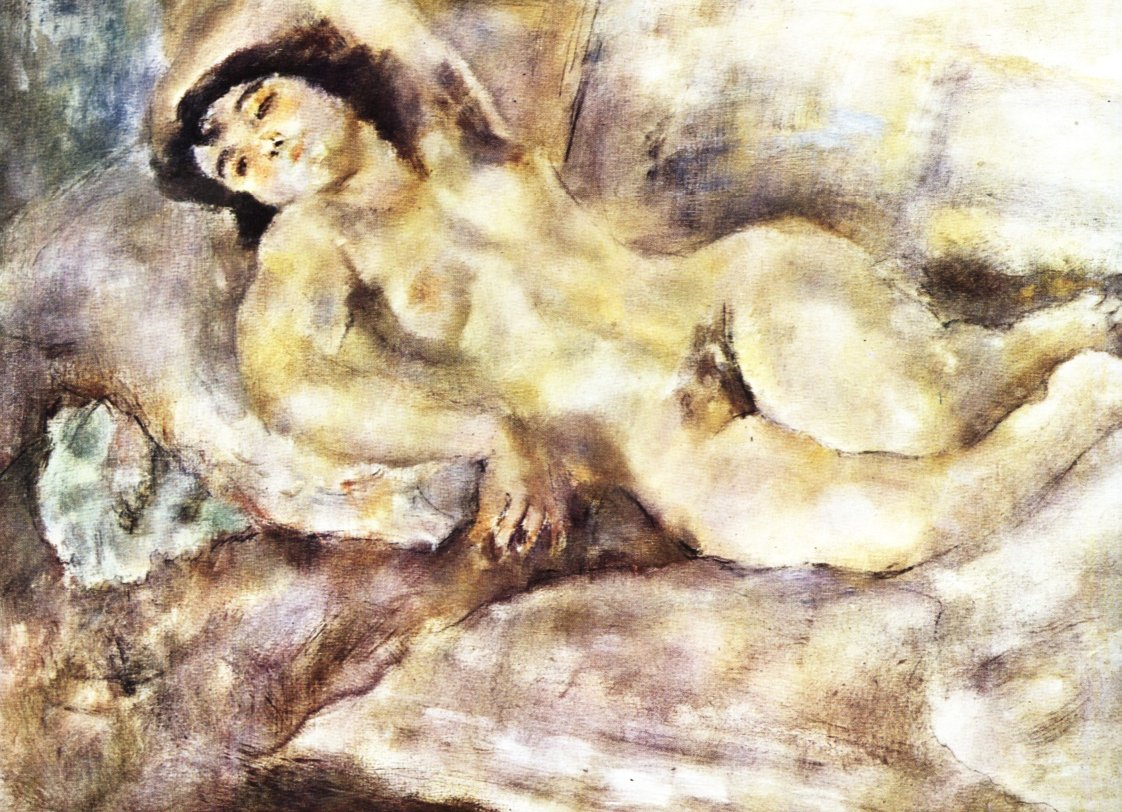
Manolita (1929), Paris, musée national d'art moderne.
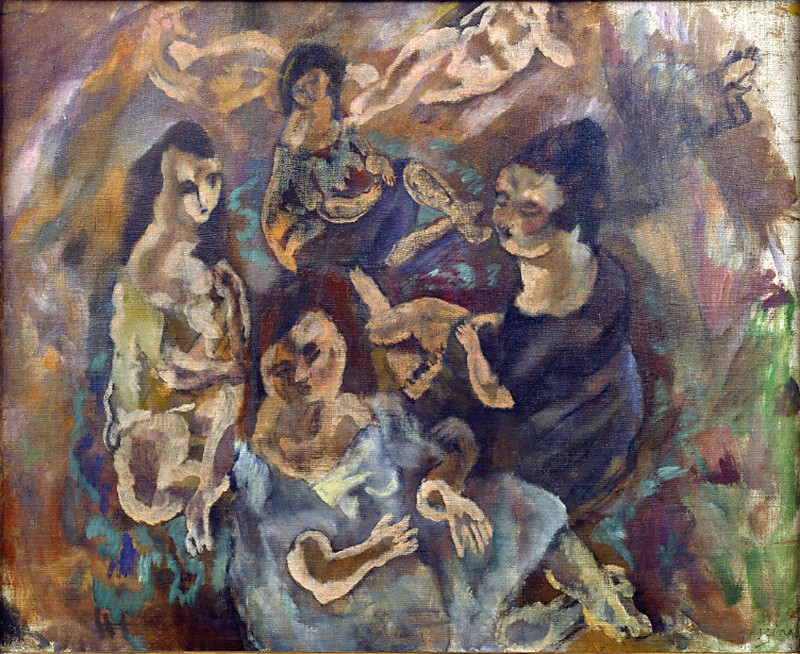
Les petites américaines (Les Demoiselles américaines), 1916.

Si le marché de l'art est un indicateur, ses œuvres, qui passent très souvent en salle des ventes en raison de la prolificité de l'artiste, se vendent jusqu'à plus de 400 000 € (La petite actrice, huile sur toile, chez Sotheby’s en 1990).

## Œuvres dans les collections publiques
- France
  - Bibliothèque nationale de France-Gallica : plus de 200 estampes numérisées en ligne.
  - Musée de Grenoble, plus de 40 œuvres numérisées en ligne.
  - Musée national d'art moderne, Paris, plus de 40 œuvres numérisées en ligne.
  - Centre Pompidou , Paris, une vingtaine d'œuvres numérisées en ligne.
  - Musée d'art de d'histoire du judaïsme, Paris, une dizaine d'œuvres et de souvenirs numérisés en ligne.
- Australie
  - Galerie d'art de Nouvelle-Galles du Sud, Mère et enfant; Femme au parasol.
- États-Unis
  - Philadelphia Museum of Art, Philadelphie, plus de 50 œuvres numérisées en ligne.
  - Moma, New-York.
  - Buffalo AKG Art Museum, Buffalo, une dizaine d'œuvres numérisées en ligne.
  - Barnes Foundation, Philadephie, une quarantaine d'œuvres numérisées en ligne.
- Japon
  - Musée d'Art de Hiroshima, Princesse Ghika, la dame en vert.
- Suisse
  - Jeune femme assise, musée du Petit Palais, Genève
  - musée cantonal des beaux-arts, Lausanne.
  - Femme assise, musée Jenisch Vevey.

## Expositions

### Expositions personnelles
- Berlin, 1911.
- Cologne, 1912.
- Galerie Berthe Weill, Paris, 1920, 1927.
- Galerie Loeb, 1924.
- Galerie Flechtheim, Dusseldorf, 1927.
- Galerie Bernheim-Jeune, Paris, 1929[20].
- Knoedler, New York, 1930.
- Galerie Georges Petit, 1930.
- Pascin, gravures, Galerie Lucy Krohg, 10 juin - 13 juillet 1960.
- Pascin , Galerie Jean-Claude Bellier, 25 novembre 1966 - 4 février 1967.
- Exposition Pascin, Galerie des Beaux Arts, Bordeaux, 15 décembre 1969 - 8 février 1970.
- Pascin, 1885-1930, Musée-galerie de la SEITA, Paris, 14 décembre 1994 - 25 février 1995.
- Pascin, de Munich à Paris, aventures d'un peintre itinérant : exposition itinérante au Japon : Yokoham Museum of Art, 17 mars - juillet 1999 - Osaka, Daimaru Museum Umeda, 17 - 29 mars 1999 - Fukuoka, Special Event Hall, Hakata Daimaru, 31 mars - 05 avril 1999 - Tokyo, Daimaru Museum, 15 - 27 avril 1999 - Kyoto, Daimaru Museum, 6 - 18 mai 1999 -  Hakodate Museum of Art, Hokkaido, 26 juin - 1er août 1999 - Tokushima Modern Art Museum, 7 août -19 septembre 1999.
- Pascin, le magicien du réel, musée Maillol, Paris, février - juin 2007.
- Les Pascin, Musée d’art et d’histoire du Judaïsme, 18 juin - 12 septembre 2004.
- Il y a cent ans Pascin arrivait à Paris, exposition rétrospective, Paris, Galeries Rambert, Le Minotaure et Aittouarès, 3 novembre-24 décembre 2005.
- Pascin, exposition itinérante au Japon : Gifu , The Museum of Fine Arts, 8 juillet - 24 août 2014 - Kushiro Art Museum, Hokkaido, 3 septembre - 20 octobre 2014 -  Kumamoto Prefectural Museum of Art, 1er novembre - 30 décembre 2014 - Tokyo, Panasonic Shiodome Museum Rouault Gallery, 17 janvier - 29 mars 2015.
- Jules Pascin ou le dessin incisif, Musée d’art moderne d’art contemporain et d’art brut de Villeneuve d'Ascq, septembre 2016.
- L'œil de Pascin, Galerie Le Minotaure et Galerie Alain Gaillard, Paris, 12 septembre - 28 octobre 2017.

### Expositions collectives
- « The fifteenth international water color exhibition[Note 7] », Art Institute of Chicago, mars-mai 1936.
- « Les ateliers de Pascin et ses amis : Hermine David, Pierre Dubreuil, Per Krohg », Paris, musée de Montmartre du 21 mai au 12 septembre 1993.
- « Grands maîtres, petits formats »[Note 8], galerie Jean-Claude Bellier, Paris, décembre 1964.
- « L'École de Paris 1904-1929, la part de l'autre », musée d'art moderne de la ville de Paris, 2000-2001.
- « Les intrus », Musée d'art et d'histoire du Judaïsme, Paris, 16 juin - 12 septembre 2004
- « Montmartre et l'École de Paris », Mairie du 18e arrondissement, Paris, 21 octobre - 4 décembre 2004.
- « École de Paris et les artistes de la Russie, 1905-1932 », Moscou, Musée des beaux-arts Pouchkine, 15 septembre - 15 novembre 2011.
- « Paris Moderne », Schwäbisch Hall (Allemagne), Kunsthalle Würth, 15 avril  - 15 septembre 2019.